# 相棒の登場人物
相棒の登場人物（あいぼうのとうじょうじんぶつ）では、テレビ朝日系で放映されている刑事ドラマ『相棒』のテレビシリーズとその派生作品に登場する人物を記載する。
本記事での人物記載基準は以下の通り。
1. 「主な登場人物（警視庁）」と「主な登場人物（その他）」には、公式サイトの相関図[1][2][3]に掲載されている人物を記載する。
2. 「主な登場人物（警視庁）」と「主な登場人物（その他）」に記載した人物の親族、元相棒および特命係関係者は「主な登場人物関連ゲスト」に記載する。
3. 上記以外は関連作品（劇場版、スピンオフなど）も含めて2話以上同じ役柄で登場した人物を記載する（ただし、回想及び前後編で登場した人物は1話としてカウントしない）。

主な登場人物（警視庁）
主人公：杉下右京、亀山薫、神戸尊、甲斐享、冠城亘
元特命係：小野田公顕、陣川公平、青木年男
刑事部捜査第一課：伊丹憲一、三浦信輔、芹沢慶二、出雲麗音
刑事部鑑識課：米沢守、益子桑栄
組織犯罪対策部：角田六郎、大木長十郎、小松真琴
その他警視庁：内村完爾、中園照生、大河内春樹、衣笠藤治、土師太
主な登場人物（その他）
主人公の親族：亀山美和子、宮部たまき、甲斐峯秋、笛吹悦子
特命係と所縁のある女性：月本幸子、風間楓子、小出茉梨
官公庁：社美彌子、日下部彌彦
政治家：瀬戸内米蔵、片山雛子、鑓鞍兵衛
主な登場人物関連ゲスト
特命係に配属実績のある人物：石嶺小五郎、萩原壮太、姉川聖子
主人公の親族（公式記載以外）：アキコ・マンセル、亀山正枝、杉下花、磯村茜、冠城由梨、甲斐秋徳、笛吹結平
元特命係の親族：けんたろう、雁屋耕大、陣川美奈子、青木綱一郎
その他主な登場人物の親族：片山擁一、米沢知子、社美彌子の母親、社マリア、市原里奈、衣笠祥子、風間圭三、風間匡子
主な登場人物の元相棒:相原誠、岩月彬、南井十（鏡見悟）
複数回登場（警視庁）
本庁総務部:山岸、田中靖、松永、石川大輔
本庁刑事部:梅沢、田嶋栄一郎、吉岡琢磨、早乙女美穂、大石真弓、結城守、綿貫肇、吉田剛、塚本
本庁警備部:日野、原武清文、井手実篤
本庁公安部:原子嘉和、天野是清
本庁生活安全部:小田切亜紀、谷崎莊司
その他本庁:川上博康、田丸寿三郎、長谷川宗男
所轄:佐古秀樹、海音寺菊生、堀江邦之、沢田泰三、土屋公示、高田創
 複数回登場（三権）
政治家（主な登場人物以外）:朱雀武比古、折口洋介、鶴田翁助、袴田茂昭
内閣:柾庸子、栗橋東一郎
警察庁:三奈瀬恭介、佐藤静夫、鈴木、横田、渡辺真澄、金子文郎、山崎哲雄
法務省:常盤克信、坊谷一樹
検察庁:浅倉禄郎、黒崎健太、倉田映子、階真
その他官公庁:北条晴臣、斎藤英彦、三雲法男、結城宏、松井、中川
弁護士:武藤かおり、瀬田宗明、連城建彦、中郷都々子、三門安吾
複数回登場（企業）
報道関係者：照山、鹿手袋啓介、大久保康雄、照本、守村やよい、ヤロポロク・アレンスキー、鷹島瑤子、八津崎奨、森尾淳史、岡元文彦
財界関係者：桂川宗佐、加西周明
その他企業関係者：奥村光良、池谷隆平、山崎正一、朱音静、万津幸矢
複数回登場（反社）
城代金融：向島茂、田村秀明
扶桑武蔵桜：桑田圓丈、鬼丸播磨、虎鉄、虎太郎
指名手配犯：阿部貴三郎、生木拓
その他反社会勢力：田端甲子男、本多篤人、早瀬茉莉、平井貞夫、遠峰小夜子、藤原久美子
複数回登場（その他）
教育関係者：三上冨貴江、磯部昭夫
芸能関係者：倉本雄一（橘亭青楽）、倉本（萩野）美奈子
医療関係者：内田美咲、安斉直太郎
ゲイバー・薔薇と髭と...。：ヒロコ、クミ、リサ、ミキ
私立探偵：矢木明、平井久美、高木宇宙
その他自営業者：三好倫太郎、北一幸、矢島さゆみ、新崎芽依
その他：若杉栄一、吉田一郎、蓮妙、遠山ちず、磯部、江波和江、万津蒔子

## 凡例
- 役名の姓と名の間に空白は入れない（キャストの表示方法を参照）。
- 登場人物の所属名、役職、階級、読み仮名などは番組公式ウェブサイト[4][5]と番組オフィシャルガイドブック、それがない場合は作中のセリフや履歴書等に従って掲載する。
- 文中の「PS」はpre season、「S」はseason、「劇」は劇場版、「終」は最終話、「sideABX」はsideA、sideB、sideXの略称で、数字は話数を示す。
- 登場回の記載の仕方は以下の通り。
  - クレジットに俳優名が載っている場合 → 俳優名の右横の括弧内に記載
  - 別役での出演とノンクレジットの場合 → 注釈で記載
  - 「〜」はその時系列である劇場版・配信版を含む

| 作品名                                   | 時系列                          |
| ---------------------------------------- | ------------------------------- |
| 劇場版I                                  | S6-19〈終〉〜米沢守の事件簿の間 |
| 米沢守の事件簿                           | 劇I〜S7-1                       |
| 劇場版II                                 | S8-19〈終〉→S9-1の間            |
| X DAY                                    | S10-19〈終〉〜S11-1の間         |
| 劇場版III                                | S11-19〈終〉〜S12-1の間         |
| 劇場版IV                                 | S15-2〜S15-3の間                |
| 杉下右京はここにいる・冠城亘はここにいる | S19-9〜S19-10の間               |
| とりしらべ                               | S20-13〜S20-14の間              |
| sideA/sideB/sideX                        | S21-20〈終〉〜                  |

（例）
亀山薫（かめやま かおる）
演 - 寺脇康文（PS1〜S7-9 / S16-13〈回想〉 / S17-19〈回想〉 / S21-1〜）
年齢〈36（S1時点）〉
右京の初代かつ5代目相棒。
例えば亀山薫の記載の場合、S6からS7の間の時系列である劇場版Iと米沢守の事件簿、S21終了後の時系列であるsideA、sideB、sideXにも登場している。

## 主な登場人物（警視庁）
主人公 / 元特命係 / 刑事部捜査第一課 / 刑事部鑑識課 / 組織犯罪対策部 / その他警視庁

### 主人公
杉下右京（すぎした うきょう）
演 - 水谷豊（PS1〜）（小学生：新井真悟〈S14-16〉）、真飛聖（宝塚版）
警視庁特命係係長。
亀山薫（かめやま かおる）
演 - 寺脇康文（PS1〜S7-9 / S16-13〈回想〉 / S17-19〈回想〉 / S21-1〜）（少年時代：黒須貴之〈S4-14〉）
右京の初代・5代目相棒。
警視庁刑事部に所属していたが、失態の末に特命係へ異動となる。
その後、友人が殺された事件を機に警視庁を退職。サルウィンへ渡航し教師となるが、同国を国外追放となり帰国。伊丹の尽力もあって特命係に嘱託職員として再雇用された後、とある事件で関わった袴田茂昭の根回しにより正式に警察官として再雇用される。
神戸尊（かんべ たける）
演 - 及川光博（S7-19〈終〉〜S10-19〈終〉 / X DAY / 劇III / 劇IV / S15-13、14 / S17-10、19〈回想〉 / S21-20、21〈終〉）、壮一帆（宝塚版）
右京の2代目相棒。
警察庁所属だが特命係へスパイとして潜入を命じられる。後にとある事件を機に警察庁からの辞令を固辞してスパイの立場を放棄、そのまましばらくは特命係に在籍するが、警察庁からの2度目の辞令を受け、警察庁へ戻る。それ以降も右京及び特命係との交流は続いている。
甲斐享（かい とおる）
演 - 成宮寛貴（S11-1〜S13-19〈終〉 / S15-18〈終〉〈回想〉 / S17-1〈回想〉、2〈回想〉、19〈回想〉 / S22-10〈回想〉）（少年時代：橋爪龍〈S12-9〉 / 青年時代：上田晟人〈S13-19〈終〉〉）
右京の3代目相棒。
右京にスカウトされた青年であり、所轄の刑事だったが右京に引き抜かれる形で特命係へと配属される。特命係在籍中に『ダークナイト事件』を起こし、犯行を重ねていた事を右京に突き止められ、逮捕されると同時に懲戒免職となる。
冠城亘（かぶらぎ わたる）
演 - 反町隆史（S14-1〜S20-20〈終〉 / S22-12〈回想〉）（少年期：榎本司〈S20-11〉）
右京の4代目相棒。
法務省から出向した官僚で、ひょんな事から右京と特命係に居残る事になる。その後のある問題行動をきっかけに紆余曲折を経て警察官となり、正式に特命係に配属となる。それから数年後に法務省時代の元上司からヘッドハンティングを受けて、公安調査庁に転職した。

### 元特命係
小野田公顕（おのだ こうけん / きみあき）
演 - 岸部一徳（S1-1〜劇II / S9-18〈終〉 / S16-13〈回想〉）、夏美よう（宝塚版）
元緊急対策特命係係長→警察庁長官官房室長。階級は警視監。通称「官房長」。右京とは付き合いが長く、因縁の関係である一方で一緒に食事に行くなど不思議な縁が続いており、相容れないながらも互いの信条自体は理解し合っている。
陣川公平（じんかわ こうへい）
| 演     | 原田龍二[注 5]（S3-6 / S6-2 / 劇I / S7-18 / 劇II / S9-5、9、17 / S10-17 / X DAY / S11-13 / S12-11 / S13-17 / S14-12 / S15-16〈写真〉 / S16-11 / S18-16 / S20-4 / S22-3 / S23-9） |
| 階級   | 警部補 |
| 出身地 | 大阪府寝屋川市（S3-6）。 |
| 経歴   | - 警視庁刑事部捜査第一課第一係 - → 警視庁特命係（S3-6） - → 警視庁刑事部 - → 捜査第一課第一係（S3-6） - → 警視庁刑事部捜査第二課（S16-11）                                       |
| 親族   | 妹・美奈子（ヘッドハンター） |
S3-6で初登場。一時的に異動してきた通称「特命係・第三の男」。

経歴
経理担当ではあるが、刑事になる夢が捨てきれず事件に首を突っ込み、その結果誤認逮捕を二度も起こし特命係へと左遷される(S3-6)。
欠員が発生したことですぐに復帰するが、S6で再登場して以降はたびたび特命係に厄介事を持ち込んでおり、一部を除いて各シリーズに1回は登場している。
コーヒー専門カフェの女性店主に思いを寄せ、恋のゴールインが来るに思われたが、彼女の死を機に復讐を決意。犯人を殺害する寸前で右京と亘に止められ、監察官聴取で取り乱したところを右京に一喝された。(S14-12)
その後は、スコットランドヤードでの海外研修に参加しており(S15-16）、日本へ帰国。(S16-11)
帰国後早々に特命係にロンドンで知り合った女性に関する相談を持ちかけ、事件解決後は捜査二課への配属が決まる。(S16-11)
念願の刑事となって「捜査二課のエース」を自称している。(S18-15)
人物
捜査一課一係の経理担当で階級は警部補。通算8人目の相棒。
美奈子（演 - 水崎綾女)という妹がいる。
大阪府寝屋川市出身。
指名手配犯のポスターを自宅に大量に貼りそれを暗記するほどの捜査好きだが私情を持ち込むことが多く、歴代相棒も含めた警察内の関係者からは関わり合いを極力避けられている。(S3-6など)
捜査能力には欠ける一方で、経理マンとしては優秀な能力を持ち(S3-6、X-DAY)、日商簿記検定一級の資格を有する。(S3-6)
真面目かつ実直で人柄もいいが、直情径行で思い込みが激しく、人の話を全く聞かない性格。
美人に弱く欠点があり、毎回のように事件で関わった女性や犯罪に巻き込まれた美人に惚れるが、たまたま出会って思いを寄せてはその恋が報われず毎回のように撃沈して「花の里」や「こてまり」で酔いつぶれるのがお約束となっている。
酒癖も悪く、酔った際には「杉さん・お杉さん（右京）」や「亀ちゃん（薫）」など馴れ馴れしい呼称になる。また、話し方も大阪弁となる。(S18-15など)

特命係との関係
登場の度に災難に巻き込まれたり、厄介事の火種を特命係に持ち込んでいる。
特命係の名前を乱用し右京共々犯罪に巻き込まれるきっかけを作ったこともある。(S7-18)
右京に対しては尊敬の念を抱いており、「敬愛する刑事」と公言し女性絡みの事件でも彼の推理は真面目に聞いている。(S3-6など)
薫に対しては階級は同じであるが、年齢は下のため後輩として基本は敬語で接している。
自分より後に特命係にやってきた尊や享に対しては特命係の先輩として先輩風を吹かしており、特に享に対してはその出自からコネで入庁したと思い込んでいた影響で嫌悪感半分に、やや高圧気味に接しているが、亘に対しては恋愛経験やコーヒー通や法務省からの出向ということで「先輩」と呼んで慕っており、彼が巡査として警視庁に入庁してからも変わっていない。
また、青木には刑事の先輩という立場で接している。

青木年男（あおき としお）
| 演       | 浅利陽介（S14-15 / S15-1〜S20-20〈終〉 / S22-1、2）[注 7] |
| 生年月日 | 1987年（昭和62年）11月4日 |
| 階級     | 巡査部長 |
| 経歴     | - 文教館大学経済学部経営学科[注 8] - → 区役所（S14-15） - → 警視庁サイバーセキュリティ対策本部特別捜査官（S15-1） - → 警視庁特命係（S16-20〈終〉） - → 警視庁サイバーセキュリティ対策本部特別捜査官（S17-10） - → 内閣情報調査室（S20-20〈終〉） |
| 親族     | 父・綱一郎（警察官） |
| 趣味     | チェス |
S16-20〜S17-10まで特命係へと異動となる。
S15-1〜S16-20までとS17-10〜S20-19は警視庁サイバーセキュリティ対策本部の一員。
経歴
S14-15で初登場し、S15-1〜S20-19までレギュラーとして登場。
最終的に右京の策に陥って面通しさせられ、ビデオも提出する憂き目を見たが、この一件で屈辱を味わされた右京と亘に協力する事になり(S14-15)、彼らへの復讐目的で、警察学校を経て父親と竹馬の友である衣笠副総監のコネで警視庁に入庁し、新設されたサイバーセキュリティ対策本部第5課の特別捜査官になった(S15-1)。
以来、特命係とは友好的に接しており、米沢に代わる新たな協力者になっている。初期は2人への恨みを晴らすために裏で暗躍する場面も見られたが、シリーズが進むにつれて復讐心は薄くなり、2人への嫌味や変な噂を流すなどの嫌がらせ程度になる。
楓子をエスカレーターから突き落とす事件を起こしたが、過失傷害を主張し続けた末、特命係に左遷された(S16-20)。
特命係の在籍中は室内に仕切りまで設置して「サイバーセキュリティ対策本部分室」を自称し、2人とは極力関わらない姿勢を取っている。
その後、成果を上げたことや衣笠の危機を救った功績が評価され、古巣のサイバーセキュリティ対策本部に復帰した(S17-10)。その後も以前と同じ形で特命係との協力関係は続ける事となる。
亘が社に推薦した事から内閣情報調査室へ異動し、警視庁を去った(S20-20〈終〉)。
その後も右京からは頼りにされているようで、S21-11では内調に保管されていた袴田の殺人教唆の音声データを警視庁近くのカフェで右京に提供し、事件解決に貢献している。
人物
元々は大田区に住む区役所勤務の公務員。自宅の向かいで起きた女子大生殺害事件の唯一の目撃者で、その光景をビデオで撮影していたにもかかわらず、「捜査に協力しなければならない義務はないし、協力を断ったところで罰せられるわけでもない」と捜査協力を一切拒否するほどの異常な警察嫌い(S14-15)。
S15～20はサイバーセキュリティ対策本部の特別捜査官で階級は巡査部長。
1987年11月1日生まれ。東京都渋谷区恵比寿本町在住。血液型はAB型。文教館大学経済学部卒で情報処理安全確保支援士(登録情報セキュリティスペシャリスト)の資格を持つ。
ひねくれた性格で、極度の「警察嫌い」。
かなりの偏屈で日頃から嫌味な態度や物言いが目立ち、その性格から本人も友だちが少ないと公言しており、同期でもある亘が数少ない友人である。
サイバーセキュリティ対策本部の同僚である土師太とは特に仲が悪い。
女性の扱いは下手であり、度々騙されている(S15-4、S18-7)。
父・綱一郎も警察官で、副総監の衣笠とは「竹馬の友」の間柄。父親との確執が「警察嫌い」の原因となった事が示唆されている(S14-15)。
特命係との関係
表面上は特命係と和解して良好な関係を築いているが、警察嫌いに加え騙された一件で特命係には強い恨みを持って、嫌がらせや取り潰しに暗躍していた(S15-11、S16-1,12、S17-3)。
また一時的とはいえ上司になった為、無理な依頼を受けるようにもなった。
亘とは警察学校の同期で、当初は毛嫌いしていたが、月日が経つにつれて彼への態度は軟化しており、最終的には直接ではないが彼を「友達」と認めるほどの仲となる(S20-20〈終〉)。
偉そうに接しつつも、いざ彼が目の前で刺された際には大声で名前を叫び救急車を慌てて手配するなど(S20-17)彼なりに友情を持っていた。
しかし亘が飲みに行く約束を2度もすっぽかしてマリアと密会していたことは無性に腹立たしかったらしく、「警視庁現役警察官がパパ活!?」なる怪文書を作成して警察庁と警視庁内に拡散するも、これには衣笠にすら愛想を尽かされてしまい、庁内でも微妙な立場になってしまったところを責任を感じた亘が社へ推薦した事によって内閣情報調査室に移籍した(S20-20〈終〉)。
陣川とは相性が悪く、右京に対する態度を注意されたり、嫌味をぶつけても褒め言葉と受け取られ喜ばれてしまう事があった(S18-16)。
そして、S22-1では内調に異動してから初めて出演し、薫とも対面を果たした。
現実世界での扱い
浅利は作品の空気を感じながら演じるのが難しく、最初は緊張していたと2021年の「サンスポ」とのインタビューの中で明かしている。
また、コンピュータに明るく記憶力も高いという設定故、セリフを覚えるのにも苦労したが、のちに癖がついてすんなりと覚えられるようになったとも話しており、本作に出演したことは自分にとっての武器になるとも述べている。
思い入れのある場面として、彼は青木の初登場回を挙げており、迷いが生じた際に見返して根幹部分を思い出すようにしている。
役作りとしてはやっかむ、ねたむ、すぐ文句を言うなど自身の負の部分をかなり増幅して作ったキャラクターとの事であるため、青木との間には距離があり、まず友達にはなれないだろうと話している。
演者の浅利は衣笠が机に保管していた写真の中での登場ではあるが、父の網一郎としても兼役で登場した（ノンクレジット）

### 刑事部捜査第一課
伊丹憲一（いたみ けんいち）
| 演         | - 川原和久（PS1〜） - 真野すがた（宝塚版）                       |
| 階級       | 巡査部長                                                         |
| 特技       | 剣道[21]                                                         |
| 好きなもの | - ニンニク入りの豚骨ラーメン（S8-15） - フルーツサンド（S19-15） |
| 苦手なもの | 子供の相手（S5-12など）                                          |
| 相棒       | 岩月彬（相棒シリーズ X DAY）                                     |
警視庁刑事部捜査第一課7係 の刑事。「トリオ・ザ・捜一」の最年長刑事である（三浦の在籍当時は中堅刑事）。
経歴
PS1から登場。薫と警察学校からの同期。トリオのリーダー格で階級は巡査部長。右京や内村や中園と同じく本作の初回から出演し続けているバイプレーヤーである。最初は乱暴なキャラだったが、シリーズを追うごとに人間味が増していき正義を貫くキャラクターへと変化した。
2013年3月23日公開のスピンオフ映画『相棒シリーズ X DAY』では岩月彬（演 - 田中圭）と共に主役を務めている。なお、同作品は演者の川原にとっては映画初主演である。
人物
「トリオ・ザ・捜一」のリーダー格。特命係を目の敵にしており、出くわすたびに嫌そうな表情をするのが定番。中でも薫とは犬猿の仲で、彼の姿を見つけるたびに「特命係の亀山ぁ〜!」という罵声を浴びせ、互いに憎まれ口を叩き合うのがお約束の展開だった。バリエーションも豊富である。
短気で頭に血が上りやすく、強引な取り調べで相手の恨みを買ったり（S8-15）、一般人を突き飛ばして窮地に立たされる（S14-13）こともあった。特に初期シリーズでは凡庸な刑事として描かれ、短絡的な見込み捜査をしては右京から良いように扱われることも多かった（S2-13など）。
特命係と異なり警察組織の人間として枠をはみ出さないことを基本姿勢とする一方、刑事としての仕事には誇りと責任感を持っており、組織の不条理など「筋の通らない事」を嫌う正義感を秘めている。時には上層部の理不尽な命令に啖呵を切ったり（S2-18）、怒りを爆発させ独自の捜査に走ることもあり（S7-7など）、不正や圧力など筋の通らないことを嫌う熱血漢の一面も見せる。月日の経過につれて右京からも警察官としての姿勢を信頼されるようになっている（S8-15、S21-7）。また、所轄勤務時代から事件調書を作成する際には事細かに記入するよう心掛けている（S15-2）。その一方で臆病なところもあったり、犯人に激高した同僚の警察官を冷静に宥めることもある（S7-8、S8-10など）。警察官としての仲間意識は強く、不審者に職質をかけようとした芹沢が目の前で銃撃され自身も責任を追及されて悔しさを滲ませたり（S10-10）、三浦が依願退職する羽目になった際は人目を憚らず涙を見せていた（S12-1）。子供の扱いは苦手なようだが、事件で母親を亡くした子供に対しては「きっちり罪を償わせる」と約束しつつ寄り添う（S16-19）など優しい一面もあり、その子供が警察官になった際は本気で喜びを顕にし先輩として激励していた（S23-1）。
惚れっぽい性格で美女には弱い一方、恋愛が下手である。
事件関係者が有名人であっても気づかないなど世情には疎いが、元アイドルの野崎春菜（S4-12）や女優の桜庭かなえ（S14-11）の大ファンで、後者が巻き込まれた事件では亘から「実際に会えるかもしれない」と唆され、警視庁の管轄外でありながら特命係と行動を共にした。誰かに噂されると背中が痒くなる（S3-9、X DAY）、ドアや取調室のマジックミラー越しに様子を窺う特命係の存在に気付くなどの特異体質を持っている。
プライベートはあまり充実しているとはいえないようで、上述の通り、恋愛下手からかトリオでは唯一パートナーがいない。フルーツサンドが好物で、芹沢によれば腹を下すという理由で牛乳が苦手（S19-15）。
特命係との関係
窓際部署ながら事件捜査に首を突っ込む特命係の存在を疎んでおりなおかつ目の敵にしており、毎回事件現場や聞き込み先で顔を合わせるたび悪態をつくのが定番。捜査一課でのライバルで同期だった薫が特命係へ左遷されて間もなかった時期には、特命係を毛嫌いして捜査から積極的に追い出そうとすることが多かった。尊の配属後は、特命係の能力を認めつつあくまで「利用する」というスタンスで連携を取ることも多くなり、臨時相棒という形で右京と一時的なコンビを組んだり（S9-6、S10-10、S21-2）、特命係の取り調べを邪魔しようとした人物を外へ追い出したり（S8-19〈終〉）、捜査資料を特命係に提供することもあった（S9-18〈終〉）。月日の経過と共に特命係に対する態度は軟化してきており、右京のことを「意味の無いことは絶対にしない人だ」と評したり（S11-18）、右京の相棒が不在の際には共に捜査へ出向く（S10-10、S11-9・10）、行きつけの牛丼屋従業員が殺害された事件では自身も犯人側から襲われており、唯一の遺留品を右京に託して「後は頼む」と言う（S17-9）こともあるものの、享に対して「坊ちゃん」と呼び「捜査一課に配属されることは絶対にない」と断言するなど、一定の距離を保っている。
自分より階級が上の右京に対しては慇懃無礼に「警部殿」「警部さん」などと呼び、嫌味っぽく接する。中でも薫とは犬猿の仲であり、彼の姿を見かける度に「特命係の亀山ぁ〜!」などという罵声を浴びせ、互いに憎まれ口を叩き合うのがお約束の展開だった。ただし全くの不仲というわけではなく、事件や状況によっては薫と連携して一緒に捜査に当たっていた（劇Ⅰなど）。また、彼がサルウィンへ旅立つ際には「穴を捲るとはお前らしいぜ」などと憎まれ口を叩きながらもきちんと戦友を見送るなど律儀な面もある（S7-9）。法務省から出向していた亘に対しては「お客様」と呼び慇懃無礼に接していたが、彼が巡査階級で警視庁入庁を果たして後輩となった際には呼び名が「冠城」に代わり、敬語も一切使わなくなり「（階級が）どうせ追い抜かれるだろうからそれまでは徹底的にいびってやる!」と先輩面を提げて粗暴な言動を取るようになった（S15-1）。薫が日本に帰国した際にはかつてのように憎まれ口を叩く傍ら警視庁に戻ってくるように促し、峯秋に土下座をしてまで薫の復帰に尽力した（S21-1）。
現実世界での扱い
川原は自分のような小劇団出身者が入れるはずがなく、シリーズ化する段階で降ろされると思っていたと2021年の「サンスポ」とのインタビューの中で振り返っている。また、台本が起点という考えから役作りのこだわりを持てない一方、正義感の強さや思ったことを口に出しては失敗するところなどの共通点が多く、自分の癖が反映されている部分もあると話している。
ファンやスタッフからは「イタミン」と呼ばれている。元々は掲示板やブログなどでファンが呼ぶだけであったが、2008年5月1日放送の裏相棒第八夜のサブタイトルに使われるなど、いつの間にか公式化している。
通算300回を迎えた際のインタビューにおいて、これまでのシーンですぐに思い浮かぶ印象的なものはあるかの問いには「最初の頃や、その代の相棒とのやり取りは思い出せますが、特にこれと言うものはなくて、ずっと長らくやって来てる分、その辺は麻痺してますね。」と語っている。
S22放送にあたってのインタビューでは「これまで微調整を重ねながら演技をしてきた」と明かしており、薫が特命係に復帰した後は子供じみたところは抑えようとしたとも話している。なお、演技に際しては愛されるキャラクターづくりを心掛けたとする一方、視聴者から可愛がられるのは予想外だったとも述べている。
また『相棒』には、「警察」ドラマの一面がありシリーズを重ねるなかで、2人を取り巻く伊丹も個性豊かな脇役としてキャラ立ちし人気を集めるようになったという。
2008年4月下旬から、劇場版の公開を記念したコラボレーション企画として、米沢役の六角精児と出演するリポビタンDのCMが放送された。またXDAY公開直前の2013年3月6日には福岡県警の博多署などが主催の飲酒運転撲滅を呼び掛けるキャンペーンにW主演の田中圭と共に「交通安全特使」として参加した。

三浦信輔（みうら しんすけ）
| 演   | - 大谷亮介[注 17]（PS2〜S12-1 / S14-10 / S23-7）[注 18] - 眉月凰（宝塚版）                                                                           |
| 階級 | - 巡査部長 - → 警部補 |
| 経歴 | - 所轄署刑事課強行犯係 - → 警視庁刑事部捜査第一課第七係主任（PS2〜S11-19〈終〉） - → 警視庁刑事部捜査第一課第七係係長（S12-1） - → 依願退職（S12-1） |
| 特技 | 英語 |
警視庁刑事部捜査第一課7係の係長。「トリオ・ザ・捜一」の最年長。
経歴
PS2～S12-1までレギュラーとして登場。トリオの最年長でなだめ役。7係の主任を務める。階級は巡査部長→警部補。
所轄署の盗犯係（S5-4）などを経て警視庁本部の捜査一課に配属された叩き上げの刑事である。
S12では昇進試験に合格して警部補となり7係の係長に就任するが、甲斐峯秋次長誘拐事件の捜査中に犯人グループの一人に太腿を包丁で刺されるという重傷を負ってしまう。幸い命に別状はなかったものの、一生杖が手放せないほどの後遺症が残り、内勤の慰留も固辞して警視庁を退職した（S12-1）。
久々に登場した際は全国を放浪する旅人のような生活を送っており、花の里で右京と再会し杯を交わしつつ本多篤人の情報を提供している（S14-10）。それ以降は長らく回想以外での登場機会や作中での彼に関する言及は無かったが、S23-7で29年前に自身が担当した事件の相談の為に右京のもとを訪れ、帰国した薫とは16年ぶりの再会を果たす（S23-7）。また前回登場時に直接の対面がなかった伊丹や芹沢とも11年ぶりに再会し、自身が警視庁を退職して以降に実質的な後釜として捜査一課に配属された出雲とも邂逅している（S23-7）。
人物
荒っぽい伊丹に比べて捜査は堅実。また直情的で怒りっぽい伊丹を宥め、上層部との軋轢を取り成すなど「トリオ・ザ・捜一」のブレーキ役を担っている。一方で仲間が命の危機に晒された際には激しい怒りを露にし、被疑者を締め上げようとして逆に伊丹が止めに入ることもあった（S7-9）。また伊丹・芹沢以上の激情家であるせいか、机を叩いて犯人を威嚇することも多い。
「トリオ・ザ・捜一」では唯一の所帯持ち。FBIへの出向経験があり、英語が得意である（S10-9、劇場版III序章）。
特命係との関係
伊丹と同様に特命係の存在を疎ましく思ってはいるものの、彼らに対しては比較的穏健な態度を取っており、右京に対しても「警部殿」と呼ぶなど慇懃に接している。能力も認めており、個人的に捜査の依頼をして以降（S5-4）、陰で特命係を信頼する様子も見せるようになった。右京に対して信頼を寄せており警視庁退職後も幾度か情報提供や相談に訪れている（S14-10、S23-7）。捜査一課在籍時は上の階級である右京には終始敬語で接していたが、S23-7で登場した際には薫だけでなく右京に対してもタメ口を交えて会話するようになった。

芹沢慶二（せりざわ けいじ）
| 演   | - 山中崇史（S2-4〜）[注 20] - 夕霧らい（宝塚版） |
| 階級 | 巡査→巡査部長                                    |
警視庁刑事部捜査第一課7係の刑事。「トリオ・ザ・捜一」の中堅刑事（三浦の在籍当時は若手刑事）で、薫や伊丹の後輩にあたる。
経歴
S2-4から登場。トリオの最年少（現在は中堅）でお調子者。階級は巡査→巡査部長。
登場して間もない頃は三浦や伊丹との関わりは薄かったが、シリーズを重ねるにつれ、次第に三浦らと共に「トリオ・ザ・捜一」の一員として深く関わるようになり、長らく「トリオ・ザ・捜一」の下っ端という立場が定着していたが、S11において享が特命係に配属されたことで先輩風を吹かすようになり、以後特命係に配属された亘や一時的に特命係に配属された青木、S19で捜査一課に配属された出雲に対しても高圧的な態度ではあるものの、先輩風を吹かしており、出雲以外の3人に対しては何かと可愛がっていた。彼女に対しては先輩として徹底的にいびっており、彼が従来担っていた特命係への捜査情報の提供という役割も彼女に受け継がれている。
人物
ノリの軽いお調子者で失言が多く、三浦らの悪態に同調して軽口を叩いては薫に殴られることも多い。 島根県出身で、大学在籍時には国際法のゼミに所属していた（S4-3）。また、お調子者という性格上仲の良い人物は多い一方で、友達や同期に関しては運がなく大体が犯人もしくは被害者のどちらかとなっており、犯罪に加担していた知人を自ら逮捕する羽目になったこともある（S4-3、S17-11）。交際中の恋人がいるが、本編では伊丹宛に送られたメールの写真でのみ姿を見せている（S10-10）。従兄弟が自衛官（S13-1）。伊丹に「イタミン」という愛称があるのを羨ましく思っており、伊丹から「スイ－ツ芹沢」と愛称を付けてもらった（裏相棒3 第1話）。ただ、ノリの軽さとは裏腹に刑事としての情熱は持ち合わせており、極秘に捜査を依頼するも伊丹が傷害事件の犯人グループに襲われる事態を未然に防げなかった右京と亘に対して「頼んだ意味ないじゃないですか!!」と声を荒げ、逃亡を図った主犯格を逮捕した際には「お前らにやられた刑事の相棒だよ!!」と一喝している（S17-9）。
初登場のS2では準レギュラー的扱いだったことから登場しない回も多く、キャストクレジットも単に「芹沢刑事」名義だったが、S3以降は下の名前が明らかになるとともにレギュラーキャラクターになった。
特命係との関係
三浦や伊丹とは違って特命係に対する反感は少なく、うっかり情報を漏らしては2人に頭を叩かれるのがお約束だった。薫に捕まったり右京や尊の話術に嵌ったりして捜査情報を漏らすこともあった。特命係の捜査能力の高さをあてにして自ら情報提供をすることも多く、知人に起きた事件を解決するために特命係を頼って共に捜査をしたことすらある（S4-3、S7-16）。しかし、基本的には特命係が捜査に関わることを良しとはしていない立ち位置を取っており、伊丹程ではないが、特命係が事件に首を突っ込むのをやや疎ましがる素振りを見せることもある。
現実世界での扱い
通算300回を迎えた際のインタビューにおいて、これまでのシーンですぐに思い浮かぶ印象的なものはあるかの問いには、大谷亮介演じる三浦が退職した話や、伊丹が毒を盛られた話、自身が撃たれた話など、最初に捜査一課のことが思い浮かぶとこれまでのシリーズについて語っている。
刑事は通常二人一組での行動だが、芹沢役として継続出演し続けるために大谷と川原にしがみついた結果、おもしろがったスタッフに採用され「トリオ・ザ・捜一」になった。
相棒の撮影に遅刻したとき、劇団扉座の先輩・六角精児がみんなの前で山中を怒ったあと、彼がみんなに「どうもすみませんでした」と謝罪したことがある。
元々山中は劇団扉座の俳優であり、S1-1では薫を人質に警視総監室に立てこもった犯人を狙撃しようとする狙撃手役で出演しており、その役が彼の本作での初仕事となった。その後、S2から芹沢慶二という役で、レギュラー出演するようになった。
現場では水谷ら先輩から学ぶことが多いと「サンスポ」とのインタビューの中で話している。
また、彼の弟の山中聡もS2-18やS16-17での出演実績がある。更に、同姓同名の俳優である山中崇ともS17-7で共演している。

出雲麗音（いずも れおん）
| 演   | 篠原ゆき子（S19-1〜）[36]                                         |
| 階級 | 巡査部長                                                          |
| 経歴 | - 警視庁交通部交通機動隊 - → 警視庁刑事部捜査第一課7係（S19-1〜） |
警視庁刑事部捜査第一課7係の刑事。
経歴
S19-1から登場。初のレギュラー女性刑事で階級は巡査部長。
元々は交通機動隊の白バイ隊員であったが、パトロール中に北上馬の交差点で停車したところを何者かに後ろから銃撃されて重傷を負った。一命は取り止めたものの右肘の複雑骨折に後遺症が残って復帰を断念。当時の広報課長だった社からの依頼を受けた副総監の衣笠の鶴の一声で捜査一課7係に転属するという異例の人事になった（S19-1）
S19〜S20では、当時捜査一課の紅一点的存在であることに加え、配属の経緯や「捜査一課は男の職場である」「白バイ上がり」と彼女の配属を不快に思っていた周囲の男たちからはお荷物扱いを受けており、小さな雑用ばかりを押し付けられていたが、彼女自身は特に意に介していなかった。S21以降は伊丹や芹沢も彼女を認めたのか、トリオとして行動する場面が多い。
人物
本作における初のレギュラー女性刑事。
同時に初期の亘のように時に大胆な行為に出ることもあり、根はかなりの激情家。当時の広報課長であった社とは警視庁内の女性職員の交流グループ「警視庁ガールズボム」（通称・KGB）というイベントに参加する間柄でもあった。また、危機的な状況から奇跡的に一命を取り止めた経緯もあって、当時サイバーセキュリティ対策本部に在籍していた青木からは「不死身ちゃん」と呼ばれていた。裏設定ではあるが、家に帰ったら常にバイク雑誌を眺めながら一人晩酌するのが日課で、捜査一課配属当時の髪型がオールバックだったのは「なめられないように（したつもり）」という理由で、好きな音楽はエレファントカシマシであるという。格闘もかなり強いが、張り込み中の喫茶店で臨月の女性客が破水したことに気付いた際は、任務よりも救護を優先し、その後も病院まで同行して終始付き添うなど優しい一面もある。（S23-9）
特命係との関係
伊丹や芹沢とは違って特命係とは友好的な関係になっており、初期は彼らの姿を見ると喜んでいた場面もあった。
シリーズが進むにつれて捜査一課としてのプライドを持つようにはなっているが、それでも2人に内緒で協力する場面も多い。薫からは「麗音ちゃん」と呼ばれ、再任用後は彼と連絡先を交換しており、捜査情報のやり取りを行う場面もある。
現実世界での扱い
篠原は電話で出演依頼を受けた時、最初は事態が把握できず、把握した後は緊張で手が震えたと語っている。また「ザ・テレビジョン」とのインタビューの中で、従来は母親役など柔らかな役が多かったため、出雲のようなタイプが違う役は新鮮だったと話している。

### 刑事部鑑識課
米沢守（よねざわ まもる）
| 演     | - 六角精児（PS2〜S14-20〈終〉 / 劇IV / S15-13、14 / S16-5 / S20-17 / S21-20、21〈終〉） - 華形ひかる（宝塚版） |
| 階級   | - 巡査部長 |
| 経歴   | - 所轄署刑事課鑑識係 - → 警視庁刑事部鑑識課（PS2〜S14-19） - → 警視庁警察学校教官（S14-20〈終〉〜）            |
| 親族   | 元妻・知子 |
| 趣味   | 落語、読書、鉄道、ゲーム・ギター・昆虫・漫画喫茶                                                               |
| 血液型 | B型 |
元警視庁刑事部鑑識課員。警視庁警察学校教官。
経歴
PS2～S14-最終話までレギュラー登場。警視庁刑事部鑑識課で階級は巡査部長。血液型はB型。所轄署の鑑識係にいたところを本庁に引き抜かれた経緯がある。
PS2で特命係と面識を持って以降、右京へ捜査情報を提供したり、非公式に鑑識・鑑定作業を行うなど、特命係の捜査に全面的に協力している。
長年特命係に協力し続けてきたが、警察学校教官への異動辞令が下され特命係へ別れを告げた（S14-20〈終〉）。前触れもなく突然卒業になってしまったため、その理由は後付けという形で後に補足されている(S15-13)。
教官就任後の劇場版Ⅳでは教官として登場するが、上層部の命令や早く現場に復帰したい思いから、特命係と関わりたくない態度を露骨に出すようになっていたが、そんなことを気にする右京ではないので効果は薄く、結局は渋々ながら力を貸している。その後も特命係との交流はあるものの時間の経過か、警察学校内での事件で再登場した際は協力的になっている(S16-4)。帰国した亀山とはその直後に対面し、互いに再会を喜んでおり、その際の回想シーンでは彼と同様他人に教える立場であることを語っており、今では教官としての仕事にやりがいを感じている節もある(S21-20)。
人物
饒舌かつ冗談好きで、事件について語る時には願望込みの想像を交えてドラマ仕立てで語ったりする（S2-18）。
右京とは落語仲間。主な趣味は落語であり、携帯の着メロも落語の出囃子『一丁入り』であるほか、同じ趣味の右京とは話が合い、捜査情報を提供した報酬も「高座のチケット」など落語がらみが多い。ほかにも鉄道・ゲーム・ギター・昆虫・漫画喫茶と、右京に負けず劣らず多趣味で存在感が強い人物。一方、将棋やチェスなどの駒を使うボードゲームは大の苦手（劇I）。
以前に妻に逃げられて離婚した経験があり、現在は独身。別れた妻のことは今でも想い続けており、未だに探している。S5-3では「元妻の行方を捜してかれこれ3年」とも話しているが、警察学校の教官となって以降も未だに再会には至っていない。
特命係との関係
特命係に友好的な警察関係者の一人。 時には自ら特命係を事件現場に呼び、特命係が事件に関わる切っ掛けを作ることも少なくない。右京の相棒不在の場合には相棒のような役割を果たしたこともある（S7など）。特命係との協力関係は捜査一課や警察上層部の間では公然の秘密と化しており、事件現場に特命係が姿を現すと呼び寄せた張本人として真っ先に疑われることもある。
回を増すごとに登場頻度や特命係との交流が増え、右京のもう1人の相棒と呼んでも差し支えないくらいになっているが、自身の都合に構わず働かせたり、早朝に呼びつけた挙句水臭い態度をとったりする右京の態度に反発することもある。
右京に対しては、落語の趣味が一致しているだけでなく捜査能力への尊敬の念も持っており、右京を「敬愛する刑事」と語っている。また、右京の相棒に対しても邪険にせず、右京と同じく好意的に接する。例外的に亘とはとある出来事がきっかけとなったこともあって、反りが合わなかったが、月日の経過に伴い、徐々に友好的に接するようになった（S20-17）。
特命係の急な頼みごとにも快く応じてくれるが、一方で右京の人使いの粗さには辟易しており、面と向かって文句を言ったこともある。
現実世界での扱い
演者の六角は「TVer plus」とのインタビューの中で、『相棒』のプロデューサーが小劇場での舞台が好きだったため、自分の印象がその人に残っていたのではないかと分析している。六角はPS1では米沢という同名の監察医役で登場していたが、米沢守とは別人である。。また、六角は所属事務所のマネージャーから聞いた話として、当初は犯人か監察医の役のどちらかが候補に挙がっており、連続ドラマ化した際に再登場する可能性のある後者を選んだとされる。
2008年4月下旬から、劇場版の公開を記念したコラボレーション企画として、伊丹役の川原和久と出演するリポビタンDのCMが放送された。2010年12月には劇場版IIの公開を記念したコラボレーション企画として、宮部たまき役の益戸育江を加えた黄桜のCMも放送された。また2009年3月27日には、スピンオフ作品の公開に合わせて徹子の部屋 に番組前半は鑑識の衣装を着て米沢守の役のまま、後半では私服に着替えて六角精児として出演した。また『警視庁捜査一課9係（現在の特捜9）』において、同じ役柄でゲスト出演したことがある。
六角はCinemaCafeとのインタビューの中で、自身の演じる役柄について、風呂敷を広げたうえで、台本などに記されているキャラクターをどんどん詰めていく感じであると説明している。
また、米沢に離婚歴があるという設定は六角の私生活での離婚話に由来している。
反響
久々の登場であった（S20-16）では上層部の許可なく、鑑識課員時代のユニフォームで捜査するシーンがあり、そのシーンで盛り上がった視聴者もいる。
また社会学者の太田省一によると『相棒』には、「警察」ドラマの一面がありシリーズを重ねるなかで、2人を取り巻く米沢も個性豊かな脇役としてキャラ立ちし人気を集めるようになったという。

益子桑栄（ましこ そうえい）
| 演   | 田中隆三（S15-1〜） |
| 階級 | 巡査部長            |
| 趣味 | 猫、魚釣り          |
米沢の警察学校異動後の警視庁鑑識課員。
人物
S15-1から登場。米沢の後任として登場した警視庁鑑識課員で階級は巡査部長。
現場検証中は刑事すら立ち入らせないようとしないなど、前任の米沢とは異なるベクトルで職人気質な人物である。常に無愛想で右京に対してもぶっきらぼうに接するがその腕は確かで、上層部からの圧力を嫌うなど正義感の強い面も見せる（S18-18など）。薫・伊丹・大木・小松の同期。特に伊丹とは親しく、彼の個人的な依頼に応じて鑑識を融通させてくれることがある。
特命係との関係
米沢とは違って当初は特命係に対して邪険に接していたが、シリーズが進むにつれて態度は徐々に軟化してきている。
一方、いかつい言動とは裏腹に猫好きというギャップがあるほか、釣りが趣味のようで亘が手に入れた猫のレア物写真集や釣りの穴場といった買収に負け、特命係に協力することもある。
また、青木の卒業後のS21以降、出番が増えてきており、特命係に協力する場面も多くなっている。

### 組織犯罪対策部
角田六郎（かくた ろくろう）
| 演         | - 山西惇（PS2〜） - 吉田晴登（中学生：S15-9） - 未涼亜希（宝塚版）                                                                                     |
| 階級       | 警視 |
| 経歴       | - 警視庁生活安全部薬物対策課課長（PS2） - → 警視庁組織犯罪対策部組織犯罪対策第五課課長（S5-1）[43] - → 警視庁組織犯罪対策部薬物銃器対策課課長（S21-1） |
| 趣味       | カメラ・釣り[注 27] |
| 好きなもの | コーヒー |
警視庁組織犯罪対策部薬物銃器対策課の課長。
人物
PS2から登場。警視庁組織犯罪対策部薬物銃器対策課長で階級は警視。劇中に登場するほとんどの警察官から「課長」あるいは「角田課長」と呼ばれている。
丸刈り頭に黒ぶち眼鏡、夏でも着る派手な色のベストをトレードマークとしている。作中のムードメーカー・コメディリリーフ的な存在。ほとんどの人が「微妙」「複雑怪奇」と評した美和子スペシャルをべた褒めしたり（S5-13）、コーヒーの味についてインスタントと挽きたての区別がつかない（S8-13）など、やや味覚音痴気味。かなりのコーヒー好きで、元々は薫の淹れるコーヒーを目当てに特命係の部屋へ赴いていた（PS2）。もともとは使い捨てのカップを使っていたが、特命係の棚にパンダのマイカップ を置き、特命係のコーヒーメーカーを勝手に使っている。コーヒーを淹れていた薫の退職後に配属された尊や享に用意するように要求し、用意されていないと不平不満を漏らしたこともあったが、亘に至っては彼の淹れる濃厚なコーヒーには興味を示さず「いつもの薄いのでいいや」と自分でコーヒーを用意するようになった（S14-1）。
能力
温厚で飄々とした人物で、ふらっと特命係の部屋に入ってきてはコーヒーを飲んでいる。おしゃべり好きでもあり、家族や家庭に関する出来事をよく話す。薫曰く「平凡を絵に描いたような人」。しかし、ノンキャリアでありながら警視にまで登りつめただけあって、ヤクザ・暴力団や薬物・拳銃の捜査については一流の腕を持っている。実際に「角田課長がよろしく言っていた」の一言だけで通じており、大抵の暴力団関係者が顔を引きつらせているあたり、その道ではかなりのプロである模様。そして、組織犯罪対策部は仕事柄劇中でも有数の戦力部隊で、たまに暴力団と格闘しているほか、普段の温厚な印象から一転、怒鳴りつけたり暴行を加えたりすることがある。その戦闘力は圧倒的で、部下共々出撃したら大体のヤクザ・半グレは確保されている。自身が担当する暴力団関係の捜査となると態度が一変し、被疑者に対しては高圧的な態度を取り、殴る蹴るなどの行為で徹底的に締め上げて自白に追い込む事もあり戦闘力も高く（S13-13など）、普段の飄々とした態度とは裏腹に警察官としての強い信念を持っている。薬物やヤクザが関係していない事件にも関与することがあり、美和子との縁から薫のマンションを訪れた際に上の階で殺人未遂事件が発生した際には担当ではないが、薫と共に犯人逮捕に一役買い、この時は取調べでのような高圧的な態度を見せることはなかったが、妻の殺人を依頼した夫に対して利便性をもじった皮肉混じりな言葉を言い放った（S6-17）。また被疑者のみならず他の警察官に対しても攻撃的になる場合があり、銃や薬物が絡んだ殺人事件では捜査一課と手柄の奪い合いを繰り広げたり、右京にすら八つ当たりしたこともある。闇金融や銃刀・薬物関連などのヤクザ・暴力団関連に関しては右京よりも詳しく、それらが背後にいる回では重要な役割を担ったり、右京達と同時間に犯人を検挙することも少なくない。
児童虐待やDVにも詳しく、虐待された子供を保護して面倒を見たこともある。
特命係との関係
米沢と並んで特命係の能力を高く評価する数少ない人物で、捜査への協力も割と快く応じてくれる一方、組対各課の摘発の際には協力させているため、お互いに持ちつ持たれつやっている。同課の居室に特命係の小部屋が併設されているために特命係とは「お隣さん」の関係であり、付き合いは長い。「暇か?」と声を掛けながら、コーヒーを淹れに特命係の部屋に入ってきて、会話に首を突っ込んでくるのがお約束である。共に雑談に花を咲かせるのが日常となっており、事件の発生を伝えたり彼が漏らした何気ない一言が右京に閃きを与えることもある。彼の相棒について「名前が『か』で始まり『る』で終わる法則」を最初に指摘した人物でもある（S11-2）。度々右京達に情報を提供する・事件の重要人物を護衛する、あるいは大木や小松を派遣したり（S12-10など）様々な面で協力を惜しまない。美和子スペシャルを唯一絶賛した縁で美和子やたまきとも仲が良い。その一方、暴力団絡みの一斉摘発では特命係に手伝いをさせている。そのため「特命係の協力者」と認知され上層部からにらまれているが、本人はこれ以上の出世を諦めている節があり、特に気にしていない。
右京のことは「警部殿」と呼ぶが、「あんた」や「お前」、時と場合によっては右京本人に対して直接「杉下」と呼び捨てにすることもある。
しかしとある事件の捜査で「必要悪」の存在をめぐって右京と決定的に対立し、激昂して掴みかかり決別を宣言するなど一時これまでにないほど険悪な間柄になったものの、事件を解決に導いたことで右京に憎まれ口を叩きながらも関係を修復している（S17-4）。
親族
妻は山形県の酒田出身（S15-4）。中学時代は写真部に所属しており、当時の彼女が現在の妻である（S15-9）。京都府警察に勤務している双子の兄がおり、本人は「犬猿の仲」と語っているが、実際は角田が一方的に毛嫌いしているだけである（S1-10）。
現実世界での扱い
山西惇は「サンスポ」とのインタビューの中で、憎まれ役かなと思いつつ演じたと振り返っている。台本には話の入り口として「おう、特命さんヒマか？」と記されており、当該場面のリハーサルに際しては「ヒマか？はないだろう」と周囲の爆笑を誘い、まさか20年言い続けることになるとは思わなかったと山西は振り返っている。また、組織の中で縛られない立ち位置から、一時期は「警視庁の寅さん」を意識したとも話している。
「サンスポ」によると、とげのあるキャラクターでありながら、彼の味わい深さも相まって「人のいいおじさん」として扱われるようになり、児童虐待を扱った回（S19-16）では人情味と男泣きの場面が話題となり「角田課長」がTwitterでトレンド入りしたという。

大木長十郎（おおき ちょうじゅうろう）
| 演   | 志水正義（PS1〜S17-3、8）                                               |
| 階級 | 巡査部長                                                                |
| 経歴 | - 警視庁生活安全部薬物対策課 - → 警視庁組織犯罪対策部組織犯罪対策第五課 |
PS1～S17まで登場。角田の部下で、ほぼ毎回特命係を窓から覗いている2人組の一人。階級は巡査部長。小松や薫、伊丹、及び益子の同期。名前の「大木」という字に反して背や声が低く、特命係に赴任して間もない享から呼び間違えられたことがある。S17以前のシリーズにおいて小松と共にいつも窓から特命係の様子を覗き見していた。
初期シリーズでは特命係と直接絡むことが殆ど無かったが、シリーズの経過に伴い、暴力団関連の事件や家宅捜索が必須な時は、特命係の捜査に協力する場面も見られるようになった。
会話をすることもあるが、セリフがなければ役名は表示されないことも多い。名前が明かされたのはS6からで、それ以前は単に「大木刑事」、PS時代では単に「刑事」表記。
角田と同様に捜査一課とは事件の処遇を巡って揉めることが多いが、昼食で伊丹と出くわした際には会釈はする（S8-15）。
もちろん本人も優秀な刑事であり、昔彼らの世話になったヤクザは大体ビビって接している。
ヤクザ絡みの事件やガサ入れが必要な時は、特命係に捜査協力することもある。
大木に関しては、演じる志水正義が2018年9月27日に死去したため、S17-9以降は過去の回想シーンなどを除き登場していない。
S18以降のシリーズの公式サイトの相関図では、引き続き掲載されている。
小松真琴（こまつ まこと）
| 演   | 久保田龍吉（PS1〜S17-20〈終〉）                                         |
| 階級 | 巡査部長                                                                |
| 経歴 | - 警視庁生活安全部薬物対策課 - → 警視庁組織犯罪対策部組織犯罪対策第五課 |
PS1～S17まで登場。角田の部下で、ほぼ毎回特命係を窓から覗いている2人組の一人。階級は巡査部長。大木や薫、伊丹、及び益子の同期。名前の「小松」という字に反して背や声が高く、特命係に赴任して間もない甲斐から呼び間違えられたことがある。S17以前のシリーズにおいて大木と共にいつも窓から特命係の様子を覗き見していた。
名前が明かされたのはS6からで、それ以前は単に「小松刑事」、PS時代では単に「刑事」表記。
角田・大木・小松の関係は良好であり捜査一課とも手柄などを巡って揉めることもあるが付き合いもそれなりに良好昼食で伊丹と出くわした際には会釈はする（S8-15）。
もちろん本人も優秀な刑事であり、昔彼らの世話になったヤクザは大体ビビって接している。
ヤクザ絡みの事件やガサ入れが必要な時は、特命係に捜査協力することもある。
志水の逝去後、S17-20〈終〉までは久保田が単身で出演していた。
S18以降、出演実績はないが同シリーズ以降も公式サイトの相関図では、引き続き掲載されている。

### その他警視庁
内村完爾（うちむら かんじ）
| 演         | - 片桐竜次（PS1〜） - 星原美沙緒（宝塚版）                                    |
| 階級       | 警視長[警 3]                                                                  |
| 所在地     | 東京都江戸川区新葛西                                                          |
| 特技       | 剣道（S5-7）                                                                  |
| 好きなもの | 甘い物（最近では健康のためか、甘いものを控えて青汁を愛飲している（S13-4）。） |
| 血液型     | B型                                                                           |
警視庁刑事部長。
人物
警視庁刑事部長で階級は警視長。名前が明かされたのはS5からで、それまでは「内村警視長」表記だが、実はS2-16で書類で一瞬映っている。東京都江戸川区新葛西在住。血液型はB型。左利き。悪人面。手柄は奪ってでも全て自分のものにしたがる、失態や責任は全て部下や所轄に押しつけるなど所詮小物で自身の出世や保身以外に興味がなく、上層部の命令によって捜査方針や態度が二転三転することも多い。それゆえに上層部に嫌われて中々出世出来ないでいることが三浦から指摘されている（裏相棒 第5話）。たまにミスを犯したトリオ・ザ・捜一を説教することもあるが、伊丹たちに有力な容疑者を拘束するために利用されたことすらある（S7-1）。その一方、自分が被疑者扱いされても大学時代の親友のために黙秘を貫いたり、検察を動かしたりしようとするなど義理人情に厚い部分もある（S17-16）。
大学時代は山岳部に所属していた（S17-16）。好きな女優やウイスキーの話になると見境が無くなるなどミーハーな一面を持つ（S5-19、S6-14）。自室に「古轍」 と書かれた額縁を飾っている。しかし、後述の経緯で投げ捨てS20からS22までは「規矩」に変更されていた（S20-1）。
小野田から「悪人顔」と称される（S6-19〈終〉）ほどの強面。失態を犯した者に対して「バカモン!!」（もしくは「バカモノ!!」）と怒鳴るのが口癖。初登場したPS1当時は部下に対しても敬語で話していた。それ以降は基本的に命令口調である。
特命係との関係
薫を捜査一課から追放し、特命係へ左遷させた張本人。特命係の存在を最も毛嫌いして疎ましがっており、勝手な捜査をする特命係を部長室に呼び出しては「お前たちは首を突っ込むな!」などと一喝するが、大抵無視されるのがお約束。特に、捜査一課から追放した薫が特命係を一旦離れるS7中盤までは、特命係が捜査一課の部屋などにいるのを見かけただけで咎める事が多かった。S19-10で臨死体験を機に文字通り生まれ変わって人格が変貌し、その後は右京をはじめとした特命係とも友好的に接したり、固く握手を交わして寛容な態度を示すようになったりするなど、部下への叱責も保身から正義の遂行のためへと変化していた。ところがS22-9で、不注意で階段から転落した際にまたしても頭を打ち、生死の境をさまよった末に再び元の官僚主義的な人格に戻ってしまった。
S19-9の人格変貌前は特命係だけでなく、右京個人についても心底疎んでいたが、その一方で警察庁の面々に対し「我々は、独自の捜査網がある」と自慢するほどに捜査能力自体は認めており、近年では活用法を見出した模様で、私用で特命係を動かすなど（S10-14）重大事件において万が一の際の責任を右京や中園に押しつけつつも右京の提案を聞き入れたりすることもある。事件の際には万が一の責任を右京や部下であり参事官でもある中園に押し付ける保険を立てつつも右京の提言を聞き入れて捜査員を動かす事もあった（S10-10、S17-20〈終〉など）。
扶桑武蔵桜との関係
警察内では暴力団との癒着が囁かれており、実際に広域指定暴力団「扶桑武蔵桜」の組長・桑田圓丈と長年関係がある（S19-1）。また、伝手を使って風間燦王会会長の妻・匡子と密会したこともある（S16-20〈終〉）。
扶桑武蔵桜絡みの事件で頭部に重傷を負い、一度は心停止して死亡を宣告されるも奇跡的に息を吹き返す。以降は人が変わったようになり、「今まで出世のために蔑ろにしてきた正義を取り戻したい」と宣言し、扶桑武蔵桜と絶縁したり、呼び捨てしていた中園を「中園君」と呼んだり、特命係に友好的に接するようになった（S19-10）。後に、日本に帰国した薫に対しても寛大な態度で接し、正義の遂行のために捜査権のない彼にも捜査への参加を認め、薫を驚かせた（S21-1、5）。人が変わって以降も失態をしでかした部下を叱責すること自体はこれまで通りではあるが、叱責の理由は己の保身や警察の面子の類ではなく、「警察官としての道義的責任」を重視する方向に変わっている。また、これまでは上層部に表立って楯突く事は無かったが、臨死体験以降は副総監の衣笠にも正論を以って詰め寄り、それが聞き入れられなかったため憤激して、座右の銘の「古轍」の額縁を投げ捨てるという、かつての自身とは決別したかのような姿も見せた（S19-20〈終〉）。また、人格変貌後は好々爺として頓珍漢な言動をすることも増え、中園や衣笠を呆れさせることもあるほか（S21-21〈終〉など）、S19-13からは度々「デュー・プロセス（法の適正な手続き）」と口走ることがあった。
前述の通り、S22-9での再度の人格変貌を機に、特命係を再び邪険に扱うようになったが、その経緯は扶桑武蔵桜が解散する旨を中園から報告された際、衝撃で階段から足を踏み外し転落したためであった。この一件で生死の境を彷徨いながらも生還し、昏睡状態で見た桑田圓丈の幻影に「自分らしく生きろ」と諭されたことで、再び元の官僚主義的な人格に戻った。その一方、S22-20〈終〉では事件捜査に勝手に首を突っ込んだ特命係の2人を呼びつけて叱責するも、赤子をあやす口調を交えるという予想外の行動を取ったことで薫に失笑されていた。

中園照生（なかぞの てるお）
| 演   | 小野了（PS1〜） |
| 階級 | 警視正          |
| 特技 | 剣道（S5-7）    |
警視庁刑事部参事官。
人物
警視庁刑事部参事官で階級は警視正。生え際が気になる上司かつ刑事部長の内村の腰巾着。内村ともども名前が出たのはS5からで、それまでは「中園警視正」表記。東京都港区白金台在住。血液型はA型。左利き。右京や伊丹や内村同様、PS1から登場し続けている数少ない人物である。 不祥事の謝罪会見を内村に押しつけられることがよくあり、会見で涙を流した際には内村から「大根役者」、当時警察庁官房長だった小野田から「アカデミー賞もの」という両極端の評価を受けた（S6-19〈終〉）。
家族構成は娘と霊感の強い妻。本人は大切に思っているようだが、当の2人からは軽んじられている様子。その反面、娘の安否を心配して特命係を動かしたり（S11-14）、家族の写真を携帯電話の待ち受けにするなど大切に思っている。また、ストレスによる生え際を気にしている（S18-17、20〈終〉など）。
特命係との関係
内村と同様に特命係を疎んでおり、彼とセットで登場しては、2人を説教するのがお決まりのパターン。しかし、どちらかと言うと上司である内村に単に追従しているだけである節があり、実際のところ彼ほど嫌ってはおらず、たまに右京を評価しているような発言をしたり、捜査に参加させたりすることもあるほか、消息を絶っていた右京が生きていたことを知った際には満面の笑みで喜んでいた。事件解決の理由を「特命係のおかげ」と口走ったり（S6-2、S13-10）、特命係に個人的に情報を提供したり（S15-11など）したこともある。重大事件が起きた際には積極的に右京の頭脳を頼る傾向があり（S10-10など）、完全な独断で特命係を事件の捜査に参加させた事もあった（S13-10）。また、失踪していた右京が無事だと知らされた際には「残念だ」と言い放った内村・衣笠とは対照的に嬉しそうな表情を浮かべていたり（S18-1）もするなど、内心では内村程特命係を嫌っていない節がある。S22-11では、右京から緊急配備を要請された際、理由を尋ねるも「説明は後程」と返した右京に全く文句を言うことなく、捜査員たちに緊急配備の手配を命じている。
内村との関係
常に内村に付き従っているが、内村に対する鬱憤はかなり溜まっており、近年では横暴な内村の言動を腹に据え兼ねて度々反発することも多く、彼の失脚後は自分が刑事部長の椅子に座るという野望を持っている（S15-11）。しかし内村が人質にされた事件で救出された彼に開口一番で憎まれ口を叩かれてもその元気ぶりにほっとしたような笑顔を浮かべたり（S18-11）、内村が死亡したと聞いて泣き崩れるなど（S19-10）、心底嫌っているわけではない。内村が正義感に目覚めていた時期も戸惑いつつ彼の命令には従っているが、「一緒に責任を取ってやる」と言われ「あの時死んでしまえばよかったのに」と愚痴をこぼしたり（S19-11）、さらに彼が転生して衣笠にも食ってかかるようになったことで板挟みになった際は思わず「何で生き返ったりなんかしたんだ」と吐露するなど、心底彼に同意しているというわけではない様子も見せる(S19-19)。上層部などの意向より正義を優先するようになった内村に辟易するシーン（S21-1、6）が見られた。内村が人格変貌により制御出来なくなったことから、副総監の衣笠からは内村のコントロール役として期待されている（S21-1）。その後、とある事故を経て内村が再び特命係を敵視するようになって以降はコントロールがしやすくなった様子を見せている。
現実世界での扱い
相棒シナリオ傑作選の輿水泰弘のインタビューへの回答によると、当初の輿水は中園を捜査第一課長のつもりで書いていたと答えており、管理官と同様の役回りとして所轄署で捜査の指揮を執ったり、時には犯人の取り調べに自ら出向く場面が存在する。

大河内春樹（おおこうち はるき）
| 演         | 神保悟志（S2-1、2、12、18 / S3-2、4、11、13 / S4-13、17 / S5-11、15、20〈終〉 / S6-1、10、12 / 劇I / 米沢守の事件簿 / S7-1、2、7、10 / S8-1、10、12、19〈終〉 / 劇II / S9-2、9、16 / S10-1、10、16、19〈終〉 / X DAY / S11-1、4、12、19〈終〉 / S12-1、10 / 劇III / S13-5、10、19〈終〉 / S14-1、2、12、20〈終〉 / 劇IV / S15-10、13、18〈終〉 / S16-2、6、8、10、13、20〈終〉 / S17-2、4、9 / S18-1、2、20〈終〉 / S19-1、20〈終〉 / S20-1、2、19、20〈終〉 / S21-8、11、20、21〈終〉 / S22-5、19、20〈終〉 / S23-1、18、19〈終〉） |
| 階級       | - 警視（S2〜S9） - → 警視正（S10〜）[43] |
| 経歴       | - 警視庁警務部人事第一課主任監察官(S2〜S5-10) - → 警視庁刑事部捜査第一課臨時管理官(S5-11) - → 警視庁警務部人事第一課主任監察官(S5-11〜S6) - → 警視庁警務部首席監察官(S7〜) |
| 特技       | 剣道 |
| 好きなもの | ラムネ菓子 |
警視庁警務部首席監察官 。
人物
警視庁警務部人事第一課主任監察官で、S8以降は首席監察官である監察担当理事官。階級は警視→警視正。警察庁キャリアとして警視庁に出向中（S6-10）である。かなり神経質な性格で、常時携帯しているラムネ菓子を噛み砕く姿から「ピルイーター」の異名を持つ。また、尊が相棒の頃は彼も分けてもらう場面があった。錠剤の中身は周囲に隠しているが、右京と薫には自ら告白し、亘からは得意の嗅覚で見抜かれている。
自分の部下であっても私見に囚われることなく容赦ない視点で接するなど職務に忠実かつ厳格である一方、功を急ぐ余りに失敗してしまうという場面も見られた（S6-10）。
プライベート関連でとある秘密を持っている。
特命係との関係
初登場時は勝手な捜査をした特命係に対し、査問会の席で懲戒免職を言い渡すなど高圧的な人物のように描かれていたが、内心では彼らに期待していた節もあり、彼らの能力を高く評価している描写が多く、腹心の部下が遺体で発見された事件を機に、捜査に協力したり処分を引き延ばしたりするなど警察幹部の中では比較的良好な関係を築くようになった。しかし、職務には忠実かつ厳格な人物であるため、監察官という立場から、勝手な事件捜査を行う特命係の動向には常に目を光らせる。また、上述の通り個人的な事情で特命係に事件の捜査を依頼した際には、自分が同性愛者であるという秘密を打ち明けた（S2-18）。
テロ対策における警視庁と各県警本部の公安部及び公安調査庁の連携不足の懸念から、アメリカ合衆国並みの国家安全保障局設立という大望を抱いており、右京と薫の登用を考えていたほか、小野田に自分なら右京をうまく操れると豪語したこともある（S6-10）。しかし、職務には忠実かつ厳格な人物であるため、監察官としての立場から対立することも多く、一時期は特命係と距離を置くようになった（S7-1）が、旧友の尊が特命係に配属されて以降はむしろ特命係との関係を深め、内部査察のため特命係に協力を仰いだこともある（S9-16）。
尊とは警察庁時代からの旧知の仲で親交が深い一方、彼以外の人物とは捜査以外では特にこれといった親交はない。また、尊のことを度々気にかけており、彼が推薦組（準キャリア）として警察庁への登用が決まった時には彼の将来を考えて上申書を出してまで反対していた（S8-19〈終〉）。
現実世界での扱い
携帯しているラムネ菓子を食べる姿から、ファンの間では「ラムネ」というあだ名がついており、大河内がメインとなる回では「ラムネ回」と呼ばれている。

衣笠藤治（きぬがさ とうじ）
| 演   | - 大杉漣（S15-1、10、11、18〈終〉 / S16-1、2、6、10、12、13） - 杉本哲太（S16-20〈終〉 / S17-1、2、4、10、20〈終〉 / S18-1、2、11 / S19-1、2、19、20〈終〉 / S20-1、2、19、20〈終〉 / S21-1、2、11、20、21〈終〉 / S22-1、2、10、19、20〈終〉 / S23-1、2、9、18、19〈終〉） |
| 年齢 | 1959年（昭和34年）10月2日生まれ |
| 階級 | 警視監 |
| 親族 | - 妻・祥子 - 娘・市原里奈 |
警視庁副総監。
人物
警視庁副総監で階級は警視監。権力に固執する典型的官僚ではあるが、サイバーセキュリティ対策本部の設立にも関わるなど、警察組織の改革にも意欲的に取り組む野心家の一面も見せる。1959年10月2日生まれ。東京都文京区鈴森在住。血液型はB型。左利き。また、警察内外を問わず、各方面の有力者ともコネを作っているが、その相手の後ろめたい事情が明らかになって失脚しそうになった場合は見捨てることも辞さない（S16-10、S17-10、S22-2）。神奈川県警本部長時代にはカルト教団の一斉摘発に関わるなど順調な出世街道を歩んでいる（S16-12）反面、自宅に脅迫状が送り付けられた一件もあり、家族仲は良好とは言えない（S15-11）。妻は療養を余儀なくされ、里奈にも妻の旧姓を名乗らせるなど気苦労も多い。
特命係との関係
特命係を敵視しており、袴田茂昭から薫を正式に警察官として再任用するように要請を受けた際には彼に激しく詰め寄っていた（S21-10）。
法務省を事実上クビになって警視庁に入庁した亘に対し、一度は捜査妨害による「捜査部署への配属は認めない」という報復人事に関わって非捜査部門の総務部広報課に配属させたが、社からの依頼を受けた峯秋の頼みで特命係へ異動させた（S15-1）。その後、愛娘の里奈が唯一の目撃者となった殺人事件以降、特命係を「警視庁の負の遺産」として危険視するようになり（S15-11）、初期は特命係だけでなく政敵の峯秋をも明確に敵視し、両者まとめて葬り去ろうと画策していた場面も見られた。また、娘が特命係と関わることも良しとしておらず、遠ざけさせている。
しかし、特命係が事件を未然に防いだ際は内々に感謝状と金一封を贈呈しており、喫茶店で峯秋とあんみつを食べながら「出来の悪い子」について語るなど、両者とも決して本心から嫌っているわけではない様子も見せる。
S22-20〈終〉では、右京のフェイク動画を特命係を葬り去る好機と捉えるも、結果としてそれが仇となったことで落ち着きを失っていた。
青木との関係
青木の父親・綱一郎とは幼なじみの間柄でなおかつ交番勤務時代からの付き合いで「竹馬の友」の間柄であり、青木の父とは幼なじみの間柄で、彼が警視庁に配属された背景は衣笠のコネによるものである。青木が風間楓子を突き落した事件では、犯行動機が『週刊フォトス』嫌いの自身を慮っての行動であると察し、水面下では彼のために峯秋に頭を下げてまで処分を特命係への左遷にとどめた（S16-20〈終〉）。衣笠自身は彼のことを他者の前では厳しく批判している（S17-1）。このため峯秋からは青木との関係性を指摘されており、本人も「ある種特殊な関係性」と語っている。そして、自らの危機を救った彼の行動を評価し、幹部への根回しで古巣へと復帰させたが（S17-10）、最終的には相変わらず問題ばかり起こす青木を見放し、開き直った彼から「自身を切り捨てれば警察の秘密を公表する」と脅されたため決別した（S20-20〈終〉）。
現実世界での扱い
衣笠の娘・里奈を演じた桜田ひよりは、父親である衣笠に腕を引っ張られるシーンでは演者の大杉が事前に引っ張る強さを伝えたり、引っ張った後に謝るといった気遣いがあったことを「テレ朝POST」とのインタビューの中で明かしている。
大杉は2018年2月21日に逝去。代役として杉本哲太が起用された。大杉は撮影に参加していたものの、この時点で全ての撮影を終えていなかったため、改めて杉本で撮影し直すことになったという。大杉の逝去の一週間後の2018年2月28日に放送されたS16-18では本編終了後に追悼テロップが表記された。
なお大杉はS2-6、杉本はS5-11にもそれぞれ別役で出演している。
土師太（はじ ふとし）
| 演   | 松嶋亮太[注 52]（S16-20〈終〉 / S18-1、2、12、20〈終〉 / S19-1、11 / S20-9、11、20〈終〉 / S21-1、2、4、5、11、18、20、21〈終〉 / S22-2、10、11、12、15、19、20〈終〉 / S23-1、2、3、8、18、19〈終〉） |
| 階級 | 巡査部長 |
| 好物 | 緑茶派（S21-18） |
サイバーセキュリティ対策本部第5課の特別捜査官。青木の元同僚。サングラスを愛用しており、パソコンの名札は落語風のフォントになっている。
彼とはライバル関係らしく、互いに張り合ったり煽り合ったりするのが日常茶飯事。特命係から戻ってきた彼を「出戻り」と呼び、彼が拉致された事件で救出に貢献した際は嬉々として恩を着せるなど犬猿の仲（S18-12）。
元同僚の青木とは仲が悪いが技能の高さは同等である。
当初はスペシャルを中心に登場するサブキャラだったが、青木がS20-20〈終〉で内閣情報調査室に異動したことから、S21以降は彼の役割を引き継いだようになっており、特命係や捜査一課への捜査協力や捜査本部への参加など出番が増加している。
青木の内調異動後は、捜査本部での捜査活動だけでなく、右京たちへの捜査協力を強要される事も増えている。青木同様に苦言もいうが何度も事件解決に繋がる情報を提供している。
実質的に青木の後任のような立ち位置になっており、右京からもメールにおいて「青木くんなら5分はかかったでしょうが、あなたなら3分で可能でしょう」と言われて「見くびらないでください。2分で」と俄然やる気になるなどいいように扱われており、本人も「このままじゃ青木年男の二の舞」と嘆いている（S21-1）。薫や右京からは「土師っち」というあだ名をつけられている（S21-4）（S22-10）。また、S23からは公式サイトの相関図に掲載されるようになった。

## 主な登場人物（その他）
主人公の親族 / 特命係と所縁のある女性 / 官公庁 / 政治家

### 主人公の親族
宮部たまき（みやべ たまき）
演 - 益戸育江（PS1〜S10-1）
右京の元妻。花の里の初代女将。着物の似合う和風美人。S10-1にて突然店を畳み、世界放浪の旅に出た。
亀山美和子（かめやま みわこ）
演 - 鈴木砂羽（PS1〜S7-9 / S21-1〜）
薫の交際相手→妻。旧姓は「奥寺」。薫の恋人で当初は帝都新聞社会部の記者だったが、S5以降はフリージャーナリストに転身。
S7-9にて退職した薫と共にサルウィンへ旅立ったが、S21で帰国し、紆余曲折を経て再び日本での生活を開始した。
甲斐峯秋（かい みねあき）
演 - 石坂浩二（S11-1〜）
享の父親。階級は警視監。S11以降、度々特命係に影響を与え続ける立場となっており、S13-19〈終〉にて、息子の享の不祥事の影響で降格処分を受けてしまうも、影響力に変わりはない。
笛吹悦子（うすい えつこ）
演 - 真飛聖（S11-1〜S13-19〈終〉 / S17-19〈回想〉 / S22-10）
享の年の離れた恋人。日本国際航空（NIA）のCAとして働いている。

### 特命係と所縁のある女性
月本幸子（つきもと さちこ）
| 演     | 鈴木杏樹（S4-19 / S6-11、12 / S10-12〜S17-19） |
| 所在地 | 国分寺市西恋ヶ窪(S17-19)                       |
「花の里」の二代目女将。
経歴
S4-19で初登場。この世のツキというツキに見放され、夫を殺したヤクザの愛人にまで落ちぶれた、名前に反してツキのなかった女性。自らを「ついてない女」と自称し、ことごとくツキに見放された人生 を送っていた。夫を亡くし暴力団幹部の愛人として身を寄せていたが、後に夫を死に追い込んだ人物がその暴力団幹部だと知って復讐を決行、復讐を果たして直後に海外逃亡しようとした際に車がエンストし、あろうことか途中で特命係に遭遇してしまい、緊急逮捕された（S4-19）。
その後は彼らの言葉で前向きな心境に変化したことで真面目に刑期を務めていたが、刑務所での服役中にも脱獄や警察内の陰謀に巻き込まれ、事件の首謀者に殺されかけるも特命係に救出された（S6-11、12）。
まさについてない女である。
服役中に調理師の他、様々な免許を取得。出所後は一度は豪邸の家政婦の職を得たが、つきすぎている境遇を疑り過ぎて右京たちに相談する。ある外食チェーン経営会社の社長の元で家政婦として雇われていたが、会社の商品開発担当にもなって社長にプロポーズされるといった好事が立て続けに起きたことから自分が狙われていると勘違いし騒動に発展する。それが実はトリオ・ザ・捜一なども巻き込んだ末単なる早とちりだと判明し、家政婦もクビになってしまうが、右京の薦めで「花の里」を引継ぎ、二代目女将となった（S10-12）。
ある事件に関わった青年との触れ合いを切っ掛けにかつては自身が特命係に助けられたように、今度は自らが悩みや問題を抱える子供たち、社会的に恵まれない子供たちの力となろうと一念発起し、花の里の女将からの引退を決意、特命係と最後の一夜を過ごした後、右京と亘に別れを告げ、彼らの言葉に涙を浮かべて感謝の言葉を述べ、花の里を後にした（S17-19）。 これに伴い、従来の本作の特命係行きつけの小料理屋である「花の里」も消滅した。
人物
これまで波瀾万丈の人生を送っていたこともあってさまざまな幸不幸を経験したためか、発言に重みがあり、その言葉が幾人かの支えや導きになることもある。
恵まれない人生はおっちょこちょいで思い込みの激しい性格に由来するが、出所後は波乱万丈の人生を歩んだ経験から肝の据わった女性となった。また、特命係をはじめ警察関係者が捜査について話す際には、買い出しを装い席を外すなどの気遣いを見せ、峯秋や社などの警察幹部からも高く評価されている。
現実世界での扱い
演者の鈴木は自分の演じた役柄について「誰よりもよくわかる人」とテレビ朝日とのインタビューの中で説明しており、彼女の考えが手に取るようにわかると話している。また彼女が舞台『鍵泥棒のメソッド→リブート』で演じたスナックのママ・綾子は幸子のオマージュである。
フリーライターの久田絢子は、「リアルサウンド」に寄せた記事の中で幸子について、不注意なところがありながらも、ふんわりとした雰囲気と笑顔で作品における癒し系だと評している。久田は番組の象徴の一つである「花の里」の先代女将であるたまきを尊重しつつも、丁寧で自然なエピソード運びによって幸子がその後継者になるのは多くのファンにとっても納得のいく流れだったと述べている。

風間楓子（かざま ふうこ）
| 演   | - 芦名星（S15-18〈終〉 / S16-1、13、14、20〈終〉 / S17-1、2、10、20〈終〉 / S18-1、2、4、20〈終〉 / S19-1、2） - 古川凛[注 56]（幼少期：S16-20〈終〉） |
| 親族 | - 父・風間圭三(広域指定暴力団銀龍組傘下「風間燦王会」組長) - 母・風間匡子                                                                              |
S15-最終話～S19-2まで登場。ゴシップ誌『週刊フォトス』を発行している葉林社の記者。。
縁のある記者からの依頼で当時広報課長だった社の「隠し子疑惑」を記事にしたことから特命係と出会い、以降もスペシャルを中心に登場しており、たびたび関わっている。その性質上、警察の不祥事も容赦なく記事にするため、衣笠をはじめとする警察上層部からは快く思われていない。
しかし、彼女個人としては特命係や片山とは良好な関係を築いており、捜査に協力したり、「花の里」や「こてまり」で一緒に飲んだり、仮出所した瀬戸内や北海道で行われた防衛技術振興協会のシンポジウムをスクープしたりしている。
片山雛子とも繋がりがあるなどその人脈は幅広い。
S16-20〈終〉では、関西の広域指定暴力団・銀龍組の傘下である「風間燦王会」の娘だったことが判明。しかし本人はその立場を嫌っており、過保護過ぎる母親や組員の干渉を本気で嫌っていた。
だが、「拳銃を隠すためにてんやわんやしていたことが懐かしい」と特命係に語るなど、多少の愛着はあったようだ。
警察を非難する記事を好んで書くのもそんな奴らと育った結果で、衣笠の心中を察した青木に突き落されたこともあるが、その際に居合わせた6人を盗撮するなど、かなり抜け目がない強かな女記者でもある（S16-20〈終〉）。
その強かさは時に敵となり、時に味方となり、影響力のあるメディア記者として活躍していた。
現実世界での扱い
芦名は番組のスタッフブログでのインタビューの中で、楓子は好奇心が旺盛かつ自分の勘や嗅覚を信じて行動していると考えながら演技をしていると語っており、週刊誌の記者という職業は彼女と相性がとても良いと思うと述べている。また彼女は、取材対象者に対して低姿勢になるわけでなくやや強引ながらも相手に受け入れられるところが不思議で面白いと同時に、楓子の魅力の一つとしても取り上げている。
芦名はS19放送開始1ヶ月前の2020年9月14日に逝去。S19-1の最後にはこれまでの出演シーンと一緒に追悼テロップが表示された。テレビ朝日によれば代役を立てる方針はなく、水谷を始めとする各キャストや現場のスタッフも「彼女の代わりなんていない」という思いでいるとのことである。
実際に楓子や彼女の勤務先の『週刊フォトス』は劇中で登場しなくなったが、S19-19では茉梨が「フォトスの楓子さん」と発言する場面がある。また、S20以降のシリーズの公式サイトの相関図でも掲載されている。

小出茉梨（こいで まり）
| 演   | - 森口瑤子（S18-20〈終〉〜） - 早川りこ[69]（高校時代：S19-14） |
| 経歴 | 第八西高等学校出身（S19-13）                                    |
S18-最終話から登場。花の里に代わる特命係の新たな行きつけの店になった小料理屋「こてまり」の女将。。赤坂の芸者「小手鞠」で、今もお座敷に伝手があるほか、峯秋とは懇意にしており、政界とも繋がりがある。峯秋の進言により、家庭料理「こてまり」 の女将となった。
本人曰く「細かいことは気にしない」性格であり、右京とは対照的に細かいことは気にしない主義だが、自身の深い話題を話したがらない点では似ている。薫曰く「ひょうきん」で、ノリが良く軽妙な話し方をするが、自身の深い話題になると冗談を言って煙に巻いてしまう。亘からは好意的に接されるも「選ぶ権利がある」と言ってかわす。また、とっさの機転が利く上、度胸も座っており、ヒロコからは「ただ者ではない」と言われている（S19-15）。
元々は内閣官房長官や各界著名人からひいきにされていた赤坂の芸者だったが、引退して「こてまり」を開業。古くからの付き合いである峯秋の紹介で特命係と知り合い、彼らの新たな行きつけの店になった。現在も当時の芸名である「小手鞠」の名前で呼ばれている。
帰国した亀山夫婦ともすぐに打ち解け、美和子を「こてまり」でのアルバイトに誘うなど良好な関係を築いているが（S21-1）、彼女の創作料理には辟易している。
現実世界での扱い
森口は元々本番組のファンであり、思い入れがある分プレッシャーも感じているが、水谷ら共演者やスタッフの皆のおかげで落ち着いて演じられたと「サンスポ」とのインタビューの中で感謝を示している。演技に当たり、彼女は「いい意味で毒のようなものを言葉の端々に入れながらお話しする部分があるので、そこを魅力的に見せられたら」と「サンスポ」とのインタビューの中で話している。森口は1993年から2003年の間に放送されたテレビドラマシリーズ『地方記者・立花陽介』で水谷の妻役として共演経験があるが、昨日まで一緒だったかと思うほど違和感がなく、水谷がそのまま現場に入っていける雰囲気を作ってくれたという。

### 官公庁
社美彌子（やしろ みやこ）
| 演     | 仲間由紀恵（S13-1、10、15、16 / S15-1、10、18〈終〉 / 劇IV / S16-1、2、10、13、14、20〈終〉 / S17-10、20〈終〉 / S18-1、2、20〈終〉 / S19-1、2、11、20〈終〉 / S20-1、2、3、11、19、20〈終〉 / S21-1、2、11、20、21〈終〉 / S22-1、2、10、19、20〈終〉 / S23-1、2、9、18、19〈終〉） |
| 年齢   | 昭和49年5月3日生まれ |
| 階級   | 警視正 |
| 所在地 | 東京都世田谷区西代沢 |
| 経歴   | - → 東京大学法学部 - → 警察庁入庁 - → 警視庁組織罪対策部第二課 - → 警察庁長官官房国際課 - → 内閣官房内閣情報調査室総務部門主幹 - → 警視庁総務部広報課課長 - → 内閣情報官 |
| 親族   | - 母 - 娘・社マリア |
内閣情報官で内閣情報調査室のトップ。
経歴
S13-1から登場。ロシア人スパイ、ヤロポロク・アレンスキーの亡命に絡む連続殺人事件で特命係と関わったキャリアウーマンで階級は警視→警視正。1974年5月3日生まれ。東京都世田谷区西代沢在住。血液型はO型。東京大学法学部出身で大学時代は世代こそ違うものの右京と同じ教授に師事しており（S13-15、16）、将棋部に所属していた（S15-18）。卒業後はキャリアとして警察庁に入庁し、組対2課や長官官房国際課への配属を経て、内閣官房内閣情報調査室総務部門主幹として出向していたが、ロシア人スパイ・ヤロポロク・アレンスキーの亡命騒ぎに端を発した連続殺人事件の黒幕として内閣情報調査室長が逮捕されたことに伴い、総務部広報課に人事異動し、広報課長に就任した（S13-1）。
内閣官房長官の鶴田翁助による人事にて内閣情報官のポストが与えられ、その鶴田が自身の不祥事により失脚すると、閣僚等の政府関係者から一度は社の人事は白紙にすべきだとの意見が出ていたが、事前に国家公安委員長の鑓鞍兵衛を味方に付けていた社は政府関係者を説得して抑えさせて貰う形で手助けを受け、そのまま内閣情報官に就任した（S20-3）。
S14では出番がなかったが、S15から再び登場。S17では仲間の産休明けで第10話より復帰。
人物
世間からは「美人広報課長」として知名度も高い。持論としては「公安調査庁不要論」を掲げており、鑓鞍とは違って格下げどころか完全に不必要と考えている模様（S16-13, S20-19）。
スパイの協力者を「国賊」と言い切り毅然とした態度を見せる。また彼女からすると内閣情報官としてのポストすら単なる通過点でしかないようで、峯秋と結託して間接的に特命係を動かして、最終的に公安部部長を失脚させており、組織の勢力図に大きな変化をもたらした。さらには副総監の衣笠や公安部の弱みを握り、警察組織の中枢にまで食い込むべく暗躍し、自らへの銃撃事件を利用してまで警察の勢力図を刷新しようとするなど、ゆくゆくは警察官のトップにのし上がろうとするというキャリアゆえの野心家としての一面を覗かせている（S22-1、2）。
峯秋とも警察庁時代から親交があり、秘密裏の調査依頼や相談事をし合う間柄。警察組織における女性進出を推し進めており、「警視庁ガールズボム（KGB）」の主催者であり、S19-1では女性の立場向上を狙うべく、そのイベントのメンバーである出雲の捜査一課への異動を衣笠に打診したこともある（S19-1）。
平時はクールな女性官僚として描かれ、感情を出す場面は少ない。一方、ヤロポロクとは密かに関係を持っており、彼との間に娘のマリアをもうけていたほか、ヤロポロクの死を悲しみ人目を避けて涙を見せる場面もあった他、娘や家族のことになると感情的になりやすく、亘とマリアとの関係が警察各所にて流布された際には亘とマリアの2人を直接呼びつけて怒りながら2人を追及する（S20-19、20〈終〉）場面もあった。
スパイの協力者を「国賊」と言い切って断罪する一方、ヤロポロクとは男女の関係になっており、彼との子どもと思われる娘・マリアがいる。そのため、彼との関係について追及や脅迫を受けたりするなど、不幸な出来事には事欠かない。
そして、S20-3では内閣官房長官の鶴田翁助の策略により、内閣情報調査室トップの内閣情報官に抜擢されるという異例の人事になり、鑓鞍への事前の根回しもあってか鶴田の失脚後もそのまま留まっているが、内閣情報官という要職になってもなお変わらず気軽に頼み事をしてくる右京に対して内心辟易している節がある。
特命係との関係
「私の趣味ではない」と苦言を呈しながらも、右京の捜査能力を評価しており、特命係とは小野田等と同様に組織の威信などを守る姿勢から対立する（S21-1など）場合もあるが捜査の依頼を出して動かしたり（劇IV）、逆に右京の策略（S13-15）に協力したり、頼み事を引き受ける（S21-1など）など持ちつ持たれつの間柄である。
厄介払い扱いで広報課に配属された亘の直属の上司となったが、その際に彼が自身の身辺調査を行なっていることを明かされると、亘を特命係に異動させるよう峯秋に根回しを依頼した（S15-1）。
特命係の能力は認めており、全幅の信頼を置いているがうまく口車に乗せて巧みに利用することもある。峯秋からの信頼も厚く、秘密裏な調査を請け負ったり相談事をしたりしている。
現実世界での扱い
仲間にとって、右京演じる水谷豊とはseason13が初共演であり、水谷からは「声が心地よく、長台詞を聞いていると気持ちよくて眠ってしまいそう」と評されている。
仲間は甲斐享の後の新相棒候補に名前が挙がったとされる。
仲間の夫である田中哲司もS8-14に出演している。

日下部彌彦（くさかべ やひこ）
| 演 | 榎木孝明（S14-1、4、15、16、18、20〈終〉 / S15-1、8、18〈終〉 / S16-1、2、8、13 / S17-7、10 / S20-19、20〈終〉） |
S14-1から登場した法務事務次官。
人物
検事の資格を持たないものの、前任者が急逝したことにより次へのつなぎとして例外的に法務事務次官に任命された経緯があったため、検事総長を頂点とする通例の出世コースからは外れており、それ故にあらゆる圧力にも動じることなく、自らの思うままに行動している。
特命係との関係
法務省時代の亘の上司で理解者。非常に親しい仲であり、彼の要請にも臨機応変に対応する度量を見せるほか、脅すような言葉の裏で発破をかけたり、警視庁で生きがいを見つけた彼の背中を押したりもした（トドメ的な意味も含めて）。
元部下である亘には非常に目を掛けており、彼の要請にも臨機応変に対応し、亘が裁判所の令状発行を阻止する「捜査妨害」を行なっていた（S14-15）際には峯秋にその事実を告発して亘を法務省から退官させ、彼の念願である警視庁特命係への配属が可能にするよう根回しを行ったこともある（S14-20〈終〉）。
亘が右京と行動を共にする事の危険性から右京に苦言を呈したこともある（S14-1）が、特命係の捜査を元に東京地検特捜部を動かし家宅捜索に警視庁の人間を立ち会わせる（S14-4）など、基本的に特命係に対しては協力的な姿勢を見せており、右京にもかねてより着目していたが、目を掛けていた女性検事・倉田の些細な不正を彼が明らかにして辞職に追い込んだことに激怒。その一件から特命係を「私は君を許さない」と敵対宣言し、亘すら巻き添えにしてでも特命係を潰そうと考えるようになり（S15-8）、特命係の廃止・消滅に向け暗躍するようになった（S16-1、2）。
逆に日下部も、法曹関係やその他あらゆる方面に顔が広く、かつ自由度の高い亘をよく使う。彼が警視庁に移籍してからも引き続き信頼しており、ヤロポロクとの関係が噂されている美彌子に対して探りを入れるために身辺調査を依頼したこともある（S15-1）。
また、ロシア人スパイとの関係が疑われていた社についても秘密裏に調査を進めており、広報課に配属された亘に素行調査を命じたことがある（S15-1）。
S17-10を最後に登場しなかったが、S20-19〜20〈終〉で久々に登場。その時点では、少なくとも特命係を敵視しているような描写はなく、相変わらず社に関心があり、亘を通じて近況を引き出そうとするほか、「霞ケ関の盲腸」とも揶揄される公安調査庁の地位向上を画策しており、その一環で彼を特命係からスカウトし、改革を託した（S20-20〈終〉）。

### 政治家
瀬戸内米蔵 （せとうち よねぞう）
| 演 | 津川雅彦[注 63]（S2-21〈終〉 / S3-1、2、3、19〈終〉 / S4-1 / 劇I / S7-1、2 / S9-18〈終〉 / S12-19〈終〉 / S16-13、14）[注 64] |
元法務大臣・衆議院議員。徹正院の住職「照妙」。
経歴
S2-最終話～S16-13まで登場。衆議院議員にして徹正院の住職「照妙」でもある。初登場時は法務大臣で、その出自から一度も死刑執行命令書にサインしなかったことが語られている。
常に江戸言葉の一本筋の通った性格で、非常に強い正義感の持ち主。特命係を高く評価する数少ない人物の1人で、捜査への協力も惜しまない。一方で、その経験から右京の慧眼には恐れも抱いている。
交友関係は広く、雛子とは外務大臣の父と盟友だったことから親交があり、「雛ちゃん」と呼ぶこともある。小野田とも長い付き合いのある古くからの友人で、閣下の保釈や彼による「証人保護プログラム」にも関わっていた。
「徹正院」という寺に生まれ、幼少の頃に得度を受けた経緯から人命を非常に尊重しており、初登場時は法務大臣で、その出自から一度も死刑執行命令書に署名しなかったことが語られている（S2-21〈終〉）。人命尊重の信念から紛争地帯で働くNGOの活動を支援しており、資金集めのためのパーティで得た収入を全額寄付していた。しかし、現地政府の腐敗から支援物資が子どもたちに満足に届いていない現状に義憤を持ち、送った支援物資を買い戻し、それで得た利益をNGOに寄付するといった不正に手を染めてしまう。しかし、それがNGOのスタッフだった薫の友人が殺害される事件へと繋がってまい、その件を切っ掛けに真相が発覚して特命係に逮捕された（S7-1〜2）。
この事件により、その後、懲役10年の刑が下されたもの、本多篤人が釈放された際には特命係を呼んでそのことを伝えたり（S9-18〈終〉）、闇社会の大物が絡む立てこもり事件が発生した際は峯秋の根回しによる超法規的措置で一時釈放され、自ら人質になったりするなど（S12-19〈終〉）、服役中も特命係とたびたび関わってきた。
さらに4年後、仮出所を果たして実家の「徹正院」に戻り、実家の寺を再興しようとするも、片山による得度や白骨死体の出現など、またもや騒動に巻き込まれることとなった（S16-13〜14）。
上記の通り、各相棒の期間中に1回は登場しており、全相棒と面識がある。
なお、演者の津川が2018年8月4日に死去したため、最後の登場はS16-14となったがS17以降のシリーズの公式サイトのキャスト一覧では引き続き掲載されている。
また、衣笠とは違って代役は手配されなかったものの、S17以降は鑓鞍兵衛が事実上の彼の後釜として新たに登場している。
人物
常に江戸言葉の一本筋の通った性格で、非常に強い正義感の持ち主。特命係を高く評価する数少ない理解者の一人で、捜査への協力も惜しまない。
一方で、その経験から右京の慧眼には恐れも抱いている。交友関係は広く、片山とは外務大臣の父と盟友だったことから親交があり、「雛ちゃん」と呼ぶこともある。こうした人命尊重の理念から紛争地域で活動するNGOへの活動支援を積極的に行い、資金集めのためのパーティーで得た収入を全額寄付していた。

片山雛子（かたやま ひなこ）
| 演   | - 木村佳乃（S3-1、2、3 / S6-16 / 劇I / S9-18〈終〉 / S10-19〈終〉 / X DAY / S13-18 / S14-10 / S16-13、14 / S18-1、2 / S20-19、20〈終〉 / S21-1、2） - 安田愛里（高校時代：S13-18） |
| 年齢 | 28歳（S3時点） |
| 経歴 | - 衆議院議員（S3-1〜S14-10） - → 内閣総理大臣補佐官 (S9-18〈終〉) - → 内閣官房副長官 - → 出家（S16-13、14） - → 防衛技術振興協会顧問 (S18-1) - → 衆議院議員（S20-20〈終〉〜）      |
| 親族 | 父・片山擁一（元外務大臣・故人） |
若手女性衆議院議員。
経歴
S3-1で初登場。右京らとは首相補佐官の殺害疑惑の捜査を通じて面識を持った（S3-1）。初登場時には当時の内閣官房長官・朱雀武比古に取り入り、愛人とも噂される関係にあったが、事件に朱雀が関与していたことが発覚したため見限っている（S3-1〜3）。
「身の回りで事件が起きるたびにそれを逆手に取り、まるで糧にするかのように大きくなっていく人間」と右京に評されるように、トラブルの都度、巧みな話術や法の盲点を駆使して自らに不利な事件や事実だけは隠ぺいし、それらを逆用してのし上がる強かさと狡猾さを持つ。その影響力は広く、警察組織とも太いパイプがあって公安を手足のように使うとされる。
表向きは父親の汚職すら公表したことで清廉な政治家になっており、国民からの人気は非常に高い。一方で、秘書による不祥事が判明した際には自殺するよう暗にほのめかすなど、保身のためなら手段も選ばない冷酷な一面も持つ（S3-2）。 父親の悲願だった内閣総理大臣の椅子を目指すべく、その後も様々な事件で特命係と関わるが、その度に右京の追及をかわし続け、内閣総理大臣補佐官（S9-18〈終〉）や内閣官房副長官を歴任。更には時の内閣官房長官との新会派結成を通して、首相補佐官時代のS9-18〈終〉では「赤いカナリア」との取引による本多篤人釈放の責任を法務大臣と公安調査庁に押しつけ、官房副長官時代のS14-10では内閣官房長官の音越栄徳と組んで新会派を設立、総裁選への出馬を宣言する。女性初の内閣総理大臣の座も近いとまで目されるほどの安定した地位を築いてきたが、本多篤人が起こした船上パーティー中のテロ事件で件の音越内閣官房長官が殺害されたため新会派は頓挫。引責辞職して表舞台から姿を消し、責任を取る形で議員辞職を表明した（S14-10）。
しかし、辞職後も政界復帰への野心は失っておらず、次期総選挙での政界復帰を視野に入れており、出家というパフォーマンスによって世間の注目を集めるという思惑から出所した瀬戸内のもとを訪ねて得度式を依頼し、尼になり僧「妙春」として出家したが、それは出家も世間からの注目を集めるパフォーマンスに過ぎない。（S16-13、14）。その後は髪を伸ばしているが「尼僧 妙春 (片山雛子)」という名前でSNSにアカウントを所有したり（S18-1）、再び選挙に出馬した際の選挙ポスター等には尼僧時代の写真を使用したり、袈裟を着用している（S20-19）。その後は武器輸出を推進する「防衛技術振興協会」の顧問就任を経て（S18-1～2）、再び東京7区から無所属で立候補する（S20-19）。その際に刺客候補として山梨県の選挙区から国替えした鑓鞍と相対することとなる。そして鑓鞍を打ち負かして当選し、政界への返り咲きを果たした（S20-20〈終〉）。選挙戦では鑓鞍と戦うなどの確執があったが、当選後はパーティーに共に出席するなど表向き親しい間柄となっている（S21-1）
人物
長年外務大臣を務めた片山擁一を父に持つ女性衆議院議員で、外務大臣政務官・首相補佐官・内閣官房副長官などを歴任した。生年月日は不明だが、初登場時28歳。若くして父親の地盤を継いでおり、初当選から一度も落選しておらず、S20-20〈終〉の時点で当選5回の負けなし。冠城とは彼が法務省時代からの知り合いである（S14-10）。
数々の事件の渦中にいながらも自分に不利になる事柄だけは巧みに隠蔽、あるいは逆に利用しのし上がっていく、狡猾さとしたたかさを併せ持っている。また、自身の保身のためであれば冷酷無残な手段も厭わず、その影響力は政府中枢を始めマスコミや警察内部にまで及んでいる。一方で、父親の不祥事すら公表する姿勢（劇I）を見せたことで世間からは「清廉潔白」との印象を持たれている。学生時代は父親からの重圧の下で自信の持てない地味な学生生活を送っており、ある失恋の経験によって現在のようなしたたかさを身に着けていった事が自身の口から語られている（S13-18）。「日本国家と結婚いたします」と宣言するほど結婚願望はない。瀬戸内から「雛ちゃん」と呼ばれることに快く思っていなかったが、周辺環境の変化から容認するようになっている（S16-13）。
また、瀬戸内と同じく、歴代相棒全員と面識がある。
現実世界での扱い
演者の木村は、片山の剃髪姿が描かれたS16の300回記念スペシャルに寄せたコメントの中で、20代から長く演じ続けている役は本作の片山だけであり、自分の俳優人生において意味のある仕事であり、現場の皆が温かく迎えてくれるので同じ役を継続できると語っている。また、彼女は片山の出家を知った際は驚いたものの、時代の流れを考えると納得できたとも話しており、『西遊記』に登場する三蔵法師のような容姿で面白かったとも語っている。なお、この坊主頭は特殊メイクである。
雑誌「週刊ポスト」においては悪女として扱われており、コラムニストの吉田潮は同誌に寄せたコメントの中で、片山の貪欲さを小池百合子と稲田朋美を掛け合わせたようだとしている。
木村の夫である東山紀之は2015年〜2023年まで、主に夏クール（7〜9月）の水曜21時枠で放送されていた 『刑事7人』で主演を務めており、同作が最終話に近づくと本作の予告が始まることが多かった。

鑓鞍兵衛（やりくら ひょうえ）
| 演 | 柄本明[注 68]（S17-1、2 / S18-2 / S19-19、20〈終〉 / S20-19、20〈終〉 / S21-1、2） |
衆議院議員。国家公安委員長。
人物
S17-1で初登場。国家公安委員会で委員長を務める衆議院議員。選挙区は山梨県。当選9回。常に飄々としつつも本心を中々出さず、本心がどこにあるのかわからない人物。耳のよさを自慢にしているが、それは同時に自他共に認める『地獄耳』である事を誇示する意味合いもある。
国家公安委員の一人が関わった学校法人理事長殺害事件において捜査を静観していうるちに、警察組織の中で独自の動きを見せる特命係に興味を持つ（S17-1、2）。特命係を評価する一方で危険視しもしており、彼らを「（甲斐さんとこの）若い衆」と呼ぶこともある。
瀬戸内役の津川の逝去によって再登場が困難になった瀬戸内のポジションを引き継いだ人物で、当初は特命係を手助けする場面も多く、本心かどうかはさておき「もし警察をクビになったら事務所で雇ってあげてもいい」と語ったこともあったが（S18-2）、次第に右京を警戒するような素振りも見せており、彼を「警視庁妄想モンスター」と罵倒する記事が出回るよう仕向けたこともある（S21-2）。薫のことは当初女性だと勘違いしていた。
男女共同活躍推進会議の顧問も務めることから女性の社会進出に寛容で（S20-19）、中でも社のことは高く評価しているらしく、鶴田が失脚した際には彼女の内閣情報官就任人事を白紙に戻すべきだと主張する閣僚たちを説き伏せ、留任に導いている（S20-3）。一方で公安調査庁のことは軽視しており、公安調査局に格下げさせるべきだと閣議で進言したこともある（S20-19）。
党の選挙対策委員長時代には秘蔵っ子の議員だった王隠堂鷹司に対して無情にも党の公認を外すという仕打ちを行ったが、これは秘蔵っ子と持ち上げられた彼が若手を集めて改革と勉強会を始めたことで党の長老の逆鱗に触れたためであった。鑓鞍自身は忠誠心を試されていると感じつつも、お灸を据えるいい機会と判断してこれに従ったが、鷹司は無所属で立候補して落選した上に事故死（自殺と判明）する結果を招いてしまい、彼の関係者から恨みを買って襲撃されたこともある（S20-19）。
また、片山のことはS14-10での一件から好ましく思っておらず、彼女との間に何らかの確執を抱えており、自身の地盤である山梨県内の選挙区を地元選挙事務所の秘書に譲って、片山の選挙区でもある東京7区に刺客として国替えした（S20-19）。最終的には選挙区では片山に敗れ落選するも、実際には比例区での復活当選も織り込み済みの国替えと目されており（S20-20〈終〉）、実際に当選した。当選後はサルウィン親善使節団のパーティーに一緒に出席するなど、表向きは友好的な間柄となっている（S21-1）。

## 主な登場人物関連ゲスト
緊急対策特命係・特命係に配属実績のある人物 / 主人公の親族（公式記載以外） / その他主な登場人物の親族 / 主な登場人物の元相棒

### 緊急対策特命係・特命係に配属実績のある人物
石嶺小五郎（いしみね こごろう）
演 - 森本レオ（S1-11、12〈終〉）
特命係の前身である緊急対策特命係の元隊員。登場時は警視庁本郷警察署警務部所属。階級は不明。
緊急対策特命係の一員として参加した外務省公邸人質籠城事件の人質解放作戦が失敗に終わった後、自身や萩原は失敗の責任が及ぶこと無く順調に出世した。しかし、参謀だった右京だけが出世を絶たれて閑職に閉じ込められてきたことをずっと重荷に感じており、事件から15年後、警察を辞めることを決意。人質解放作戦が失敗に終わった原因を作った小野田を狙撃するが、失敗して右京に被弾させてしまった。右京には貧乏くじを引かせてしまった負い目があり、右京が負傷して入院した際には偽名で花を贈っていた。このことから、右京に対しては寧ろ深い尊敬の念があった。後に小野田の執務室を訪ねて再度射殺を試みたが、射撃の衰えで失敗し逮捕された。
萩原壮太
演 - 内藤剛志（S1-12〈終〉）
特命係の前身である緊急対策特命係の特殊部隊元隊員。登場時は警視庁富士見警察署署長。階級は警視。
外務省高官人質籠城事件の際、右京や小野田と解決に向けて対応に当たっていた。しかし、強行突入の際に北条晴臣が自身の汚職の隠蔽のため部下を射殺しており、それを目撃した緊急対策特命係の隊員1名にも銃撃していた。彼はその隊員が亡くなる直前に全てを聞かされていたが、当時の上層部は荻原の報告に取り合わず、また彼自身も出世のため黙殺していた。
その15年後に籠城事件に関与していた人物が次々と不審死を遂げたことから、当時の北条邸の料理人から真実を聞き出し殺害。自身の顔を覚えていなかった北条を殺害した上で自殺しようとするが、右京たちに止められた。逮捕後、持病により命が長くないことを右京に明かしている。彼もまた過去の経緯から右京を尊敬しており、階級が自分よりも下になった右京に対して敬語で話している。
姉川聖子
演 - 田畑智子（S7-10）
臨時の特命係配属者。法務省官房長補佐官。入省8年目の若手官僚。瀬田宗明法務大臣の息子が行方不明となった事件を極秘で捜査するため、瀬田と小野田の根回しで一時的に特命係に配置された（対外的には「法務省との人材交流」という名目の出向となっている）。右京の相棒として共に捜査に当たり、男性警察官顔負けの体を張った捜査で事件を解決に導いた。事件解決後は右京に見送られ、法務省に復帰している。

### 主人公の親族（公式記載以外）
アキコ・マンセル
演 - 草村礼子（S1-7）
美和子の伯母。
亀山正枝
演 - 深浦加奈子（S3-8）
薫の母。
杉下花（すぎした はな）
演 - 原沙知絵（S4-16）
右京の遠戚。
磯村茜（いそむら あかね）
演 - 戸田恵子（S4-21〈終〉）
薫の姉。
冠城由梨（かぶらぎ ゆり）
演 - 飯島直子（S20-11）
亘の姉。
甲斐秋徳（かい あきのり）
演 - 新納慎也（S22-10）
享の兄で峯秋の長男。
笛吹結平（うすい きっぺい）
演 - 森優理斗（S22-10）
享と悦子の間に誕生した息子。

### 元特命係の親族
けんたろう
演 - 向山大夢（S1-5）
公顕の孫。
雁屋耕大
演 - 井上高志（S12-19〈終〉）
公顕の従兄弟。
陣川美奈子（じんかわ みなこ）
演 - 水崎綾女（S13-17）
公平の妹。人材会社「ゴールド・サーチ」のヘッドハンター。勤務先の機密情報を悪用していた犯罪グループに拉致され、特命係と公平によって救出される。その後、特命係の捜査を通じて情報流出に勤務先が関わっていたことを知り、退職した。
惚れっぽく失恋を繰り返すなど公平と似通った性格を持つが、ヘッドハンターという仕事に対しての責任感は非常に強く、いざという時の機転も効き、公平以上に優れた面を持つ。普段は憎まれ口を叩き合っているものの兄妹仲は良く、「自分が公平を警視庁一の刑事だと思い込んでいる」という彼の認識が単なる思い込みに過ぎないことを黙っているなどの気遣いも見せている。
青木綱一郎
演 - 浅利陽介（S20-20〈終〉〈写真〉）
年男の父親。元警察官。交番勤務時代からの同僚である衣笠とは親しい関係にある一方、実子の年男とは確執がある。長らく作中において衣笠と年男の会話で名前が出てきたのみだが、S20-20〈終〉において衣笠が机から二人での写真を取り出したことにより初めて作中での登場となった。

### その他主な登場人物の親族
片山擁一
演 - 小野寺昭（劇I）
雛子の父親。元外務大臣で登場時には故人。瀬戸内・御厨と合わせて「衆議院の三古狸」と呼ばれていた。
米沢知子
演 - 紺野まひる（米沢守の事件簿）
守の元妻。離婚の原因は守が仕事に夢中になるあまり家庭を顧みなくなったからである。しかし実はそれは表向きで守が主人公を務めるスピンオフ小説『鑑識・米沢の事件簿〜幻の女房〜』においては離婚に関する詳細が記されており、守が仕事に夢中になるあまり家庭を顧みなくなった結果、知子から愛想を尽かされて離婚に至ったのが真相である。また、さらにこれを原作とする映画『相棒シリーズ 鑑識・米沢守の事件簿』においては、守が長らく取り掛かっていた仕事が終わり、久しぶりに帰宅すると妻の知子の姿が無く、代わりに彼女の名が記載済みの離婚届が置かれており、それを目にして頭に血が上った守が怒り任せに離婚届を役所に提出したことで離婚が成立したが、当の守は現在ではその行動を反省している。なお、小説・映画共に別れた元妻と思しき「真鍋知子」（実際は顔と下の名前が同じだけの別人）を発見するも、結局会う勇気を持てずに顔を合わせることなく去ってしまった
社美彌子の母親
演 - 三谷侑未（S13-1 / S15-1、18〈終〉 / S20-20〈終〉）
フルネームは不明。多忙な美彌子に代わり、孫のマリアの面倒を見ている。
社マリア
演 - ピエレット・キャサリン（S15-1、18〈終〉） → ギラルド沙羅（S16-10、13） → 土方エミリ（S20-19、20〈終〉 / S22-10）
美彌子の娘。初登場時は幼児であったがその後成長し、S20-18では中学生、S22-10では高校生となっている。亘がマリアに進学祝いを贈ったことから親しくなった一方、青木によって彼に「パパ活」疑惑をかけられる事になる。また母親の職業柄や自身の出自からメディアの記者に付きまとわれている場面がある。
とある事が切っ掛けで峯秋の孫の結平と知り合い、お互い父親が事情があってそばにいないと言う共通点から意気投合し、頻繁に連絡を取り合う間柄となっている（S22-10）。
現実世界での扱い
S20以降のシリーズでマリアを演じた土方は『おはスタ』や『Eダンスアカデミー』など子ども向け番組に出演してきたが、テレビドラマへの出演は本作が初めてである。彼女はメディアに寄せたコメントの中で、著名な俳優である仲間由紀恵と反町隆史の二人に囲まれるだけで非常に緊張したと振り返っている。
市原里奈（いちはら りな）
演 - 桜田ひより（S15-11 / S16-12）
衣笠藤治の娘。「西應学園中学校」に通う中学3年生。父が脅迫された事件を受け、母の旧姓である「市原」を名乗って暮らしている。
帰宅途中に殺人事件を目撃したこと（S15-11）が切っ掛けで特命係と関わり、彼らを「友達」として扱っている。
仕事で家を留守にしがちな父との確執は深く、友人には「父は（高位の警察官僚ではなく）普通の役人」と話している。機転が利く一方無茶な行動に及ぶことが多く、そのために度々襲われそうになったり、右京から叱責を受けたこともある。
衣笠祥子
演 - 筒井真理子（S16-12）
藤治の妻。
風間圭三
演 - 三溝浩二（S16-20〈終〉）
楓子の父親で匡子の夫。広域指定暴力団銀龍組傘下の「風間燦王会」組長。
風間匡子
演 - 加賀まりこ（S16-20〈終〉）
楓子の母親で圭三の妻。彼女を突き落とした青木を殴った。
現実世界での扱い
加賀にとって、右京を演じる水谷豊とは本作のseason16が初共演となったほか、瀬戸内米蔵を演じる津川雅彦からは「現場の感じが良くて優しい」と背中を押されたと語っている。

### 主な登場人物の元相棒
相原誠（あいはら まこと）
演 - 萩原聖人（米沢守の事件簿 / S10-15）
鑑識・米沢守の事件簿における米沢の相棒。所轄の千束警察署刑事課強行犯係の刑事。
自身の元妻が死亡し、その事件を自殺として処理されたことに納得できずに独自にその真相を究明するために「名前も一緒で顔も瓜二つ」の女性と離婚したという共通項を持った米沢とコンビを組み、元妻を殺害した犯人を突き止めて元妻の職場である警察OBの天下り先の横領も絡んでいた事件を解決に導いた（鑑識・米沢守の事件簿）。その後、捜査方針に反発したために連続通り魔事件の捜査を外され、米沢を頼ったことを通じて特命係と共に連続通り魔事件を捜査する（S10-15）。
熱血漢で人情家だが、終始先走った行動を取っては周囲を振り回している。少年係にいた時期がある（S10-15）。
離婚の原因は、捜査第一課への配属を目指して仕事に邁進していたことによるすれ違いによるもの。
岩月彬（いわつき あきら）
演 - 田中圭（X DAY / S11-17、19〈終〉）
相棒シリーズ X DAYにおける伊丹の相棒。警視庁生活安全部サイバー犯罪対策課専門捜査官の巡査部長。
ネット上に機密情報を流出させた容疑者として自身がマークしていた銀行員が転落死したために不正アクセス容疑の見地から捜査を開始、当初より因縁のあった伊丹と対立しながらも捜査を進めていく中で財務省の金融封鎖計画「X DAY」の存在を知り、ことの重大さに悩んで捜査を打ち切ろうとするも最終的には捜査を続行、銀行員を殺害した犯人を逮捕し事件を解決に導いた（X DAY）。
その後、伊丹からある殺人事件に関わる交流サイトのアカウント解析を強引に依頼されたことで特命係と知り合い、共に事件の捜査にあたる事になる。マイペースな右京に当初は反発するも、事件解決を機にその能力を認めるようになり（S11-17）、享のスマートフォンに盗聴盗撮アプリが仕掛けられた際にはその解析に協力して発信元を突き止めた（S11-19〈終〉）。
「専門捜査官は専門捜査官の仕事をする、殺人事件の捜査はしない」と自らの仕事に対してある程度割り切った考えを持っていたが、上述の事件を通してその心境にも変化が見られ、当初は反発していた伊丹にも全幅の信頼を寄せるようになる。ただ、強引に捜査を依頼する伊丹や右京には辟易している。
南井十 / 鏡見悟（みない つなし / かがみ さとる）
演 - 伊武雅刀（S16-7 / S17-17 / S18-14、15 / S22-12〈回想〉）（少年期：江原唯斗〈S18-14〉）
右京が20代後半の頃にロンドン研修で出逢った「0代目相棒」。スコットランドヤードに所属していた警部で、イギリス在住。
右京に並ぶ鋭敏な頭脳に加えて人の心を掌握する才能を持ち、犯罪者ですらも手玉に取る。一方「贖罪の心を持つことができない犯罪者は、自らの死でその罪を贖わせることが相応しい」といった歪んだ正義感を持っている。
日本で発生した連続殺人事件の最中に来日し、右京と再会。一連の事件は犯人の自殺という形で解決したかに思われたが、右京に事件への関与の疑いを突き付けられたまま、イギリスへ帰国する（S16-7）。その1年半後に同じく日本で発生した連続殺人事件では再び右京に関与を疑われるものの、犯人が自殺したためにまたも追及を逃れることとなる（S17-17）。
表向きは日本人の両親が戦後間もない頃にイギリスに渡って帰化したことになっているが、その正体は1952年に発覚した「貰い子殺人事件」の舞台となった孤児院で劣悪な環境下で育てられていた子供たちの生き残りであり（S17-17）、出生名は「鏡見悟（かがみ さとる）」である。「過去に殺人を犯した者が殺される」という連続殺人事件の第3の被害者も一見するとその条件を満たしているが、実は同時にその孤児院の子供たちの生き残りにして少年時代の南井とも面識があったことが示唆されている。
また、ロンドン時代に捜査に携わった「逆五芒星事件」では、コンビを組んでいたアキノリ・カワエが事件の犯人であるセバスチャン・ロイロットに襲われた時の後遺症を苦に自殺しており、その報復としてロイロットを毒殺している。この経験が自らの行為の正当化につながり、以後この思想に囚われることになる。
S18-14、15において再び来日した際に「逆五芒星事件」を模倣した連続殺人事件が発生し、現場で見かけたロイロットを追う。実は老化に伴う脳血管萎縮などによる認知障害を患っており、感情の抑制が出来なくなったり、記憶や見当識にも障害を抱えていた。東京で見たロイロットが幻覚だと認識できぬまま、次々と記憶を失う中で最後まで残り続けた「右京と共に事件の捜査に当たる」記憶に縋るように自ら事件を起こしてはその事実を忘れて自ら捜査するといった行為を繰り返していたが、亘に渡した自身の手帳が原因で右京の知るところとなる。右京と対峙した際はもはや手の施しようのない程まで症状が進行しており、終始支離滅裂な言動をみせるなどかつての頃の見る影もなくなった様子の中、逮捕された。そして逮捕後に収容された病院から抜け出し、崖から身を投げた（S18-15）。
その数年後、日本で「逆五芒星事件」と酷似する事件が発生したことで南井の生存疑惑が浮上するが、事件関係者全員が死亡もしくは昏睡状態になったため、右京も追及を断念した（S22-12）。

## 複数回登場（警視庁）
本庁総務部 / 本庁刑事部 / 本庁警備部 / 本庁生活安全部 / その他本庁 / 所轄

### 本庁総務部
山岸
演 - 吉田朝（S2-18 / S3-13）
広報課長。
田中靖（たなか やすし）
演 - 五王四郎（劇II / S11-1）
劇II時点以降における総務部長。警視長。S11-1においても現職である。
松永
演 - 大山竜一（S15-1、18〈終〉 / 劇IV）
広報課所属。社の部下。
石川大輔（いしかわ だいすけ）
演 - 林泰文（劇IV / S16-10 / S20-11 / S21-11 / S22-19、20〈終〉）
広報課所属。社の部下。社が内閣情報官に就任した際は、秘書を担当していた（S20-10）。しかし、S22では内閣官房長官である武智淑郎の命令を受け、自身の出世と引き換えに右京と直属の上司である社を失脚させようと右京の犯罪告白のフェイク動画を拡散させ、それが社の仕業であるように仕向けた。その後は、右京らに全てを暴かれたことや、命令を下した武智が殺人事件の被害者となり死亡したことで自分の出世の望みが絶たれて自暴自棄になり、逆上して右京らに危害を加えようとしたために逮捕された（S22-20〈終〉）。

### 本庁刑事部
梅沢
演 - 奥田達士（S1-9 / S2-14）
捜査三課盗犯担当。
田嶋栄一郎（たじま えいいちろう）
演 - 坂田雅彦（S2-17 / S3-8、12）
捜査第一課特殊犯捜査係（SIT）の班長。誘拐や立てこもり事件などの緊急性の高い事件でたびたび指揮を執っている。邪険にこそしないが、捜査に介入する特命係を疎ましく思っている節がある（S3-8）。
吉岡琢磨（よしおか たくま）
演 - 坂田雅彦（S6-8、15 / S8-11 / S10-10 / S13-10 / S15-7、13、14）
捜査第一課特殊犯捜査係（SIT）の班長。髪型は丸刈り。誘拐や立てこもり事件などの緊急性の高い事件でたびたび指揮を執っている（S10-10他）。捜査に介入する特命係を邪険にこそしないが、疎ましく思っている節がある（S8-11）。
早乙女美穂（さおとめ みほ）
演 - 奥田恵梨華（米沢守の事件簿 / S13-11）
鑑識課員。同じ班に所属する米沢を「（鑑識の）師匠だと思っている」と述べるなど鑑識課の先輩として慕っており、米沢がクビ寸前の危機に陥った際には彼を助けるべく特命係の捜査に協力した（S13-11）。
大石真弓（おおいし まゆみ）
演 - 松本若菜（S11-11 / S12-10）
総務課所属。警察学校からの同期である享を通じて特命係に度々協力する（S11-11、S12-10）。柔道は3段を持つ腕前。
結城守
演 - 平井真軌（S15-7 / S17-10）
特殊犯捜査係の刑事。
綿貫肇
演 - 児島功一（劇IV / S15-10、13、14、16 / S16-6、10 / S17-10、20〈終〉）
捜査一課の刑事。
吉田剛
演 - 田中啓三（劇IV / S15-10）
捜査一課の刑事。
塚本（つかもと）
演 - 井川哲也（S19-3、10）
捜査二課の刑事。

### 本庁警備部
日野（ひの）
演 - 寺島進（S5-11 / S13-10）
警視庁警備部狙撃班所属の狙撃手で階級は警部補。下の名前は不明。白髪交じりのオールバックにサングラスという、いかにもダンディな出で立ちの男。「警視庁一のスナイパー」と評されるほどの高い狙撃能力を持ち、直接の面識はないものの、特命係の窮地を度々救っている。
軽く数100mは離れている観覧車から、拳銃を持っている犯人の右腕だけを正確に撃ち、負傷させて自殺を阻止する（S5-11）、木の上という不安定な姿勢ながらも、右京の後頭部に突きつけられていた犯人の拳銃だけを正確に撃ち弾き飛ばす（S13-10)等、「警視庁一のスナイパー」の名に恥じない熟練した腕前を見せている。
原武清文
演 - 山田明郷（S6-1 / 劇I）
警備部長。
井手実篤（いで さねあつ）
演 - 井上高志（劇II / S11-1）
劇II時点以降における警視庁警備部長・警視長。S11-1においても現職である。

### 本庁公安部
原子嘉和（はらこ よしかず）
演 - 大出俊（劇II / S10-10 / S12-1）
劇IIからの時点における公安部長。その後副総監に就任する。階級は警視長から警視監。
S12-10では公安部長のポストには正木浩輔が就いている。
天野是清
演 - 羽場裕一（S13-1 / S15-18〈終〉）
元公安部長。初登場時では警察庁から出向していた内閣情報調査室長。社の元上司。
アメリカ合衆国に亡命したロシア人スパイ・ヤロポロクに情報を売り渡していた協力者の存在を知り全員の殺害を企むが、連続殺人の端緒をつかんだ特命係に真相を暴かれ、逮捕された（S13-1）。
その後は刑事被告人として登場した。かつて情報を売り渡していた内調プロパーを罪に問えなかった苦い過去から、スパイへの協力者を「国賊」と断じて激しい怒りを見せ、その歪んだ正義感が上記の熾烈な「粛清」につながった。逮捕後も自身の思想を世に伝えるために控訴を続けている。一方で、社とヤロポロクの関係を薄々察していながらも黙認しており、更に殺害対象の一人・下山秀和が関係をネタに社を強請った際には口封じに殺害した。

### 本庁生活安全部
小田切亜紀（おだぎり あき）
演 - 関めぐみ（X DAY / S11-17）
サイバー犯罪対策課専門捜査官。同僚である岩月のサポートを担っている。岩月に比べて捜査一課や特命係には協力的だが、打ち切られた捜査を岩月が続行していた際には難色を示したことがある。
谷崎莊司
演 - 柴木丈瑠（S15-18〈終〉 / S16-2、10、12）
サイバーセキュリティ対策本部専門捜査官。青木の元同僚。
ネットを通じてカルト教団の監視も担当していたが、逆に教団に感化されて衣笠副総監の襲撃に協力した事が発覚し、逮捕された（S16-12）。

### その他本庁
川上博康（かわかみ ひろやす）
演 - 重松収（S9-6 / 劇II）
劇II時点以降における組織犯罪対策部長・警視長。角田の上司でもある。S9-6においても現職である。摘発などの手柄を立てる為ならば不都合な真実には目を瞑る等の強かな一面を持つ（S9-6）。
田丸寿三郎（たまる じゅさぶろう）
演 - 品川徹（S9-9 / 劇II / S11-1）
S9-9からS13-10までの時点における警視庁警視総監。警視庁こそが日本の首都東京を守る「最高の捜査機関」であるというプライドを持ち、警視庁を厳しい管理下に置こうとしている警察庁と対立している。また劇IIでは、小野田と金子が進める「警察庁の警察省化」に対して、従来の警察組織全体のトップである警察庁長官は警察出身者のポストであるが、警察庁が警察省になれば、警察出身者ではない者が任ぜられる「警察大臣」が警察組織のトップとなるという理由で反対している。なおS15-10の時点で警視総監のポストには四方田松榮が着いている。
長谷川宗男（はせがわ むねお）
演 - 國村隼（劇II / S10-19〈終〉）
警視庁副総監兼警務部長。階級は警視監。次期警視総監と目される実力者で、右京を高く評価している警察幹部の一人。東京大学セーリング部出身で、同郷の部長らと共に派閥を作っている。
公式の人事記録には存在せずに表沙汰に出来ない公安の案件を取り仕切る「影の管理官」という裏の顔を持っている。テロの危機に晒されることが少ない日本で存在意義が危ぶまれた公安の存続のためにテロ事件を捏造し犠牲者を出したが、その事件関係者が「影の管理官」の存在を突き止めようと警視庁籠城事件を起こしたために、仲間の部長らと共謀して秘密裏に殺害した。後に特命係によって真実を暴かれ逮捕されるが、警察の威信を守った上で警視庁に貸しを作ろうとした小野田の策で不起訴になり、自身の一派共々処分を受けた（劇II）。その後警察庁長官官房付の閑職に回されるも復権を目論んでおり、クローン人間を作る実験が成功した事実を隠蔽するために雛子と共に暗躍。右京を止めるため尊に接触し、事件の解決後は彼を自らの元に異動させるように根回しをする（S10-19〈終〉）。

### 所轄
佐古秀樹（さこ ひでき）
演 - 山崎一（S1-4 / S4-4、5）
所轄の刑事で巡査部長。強盗事件の捜査のために保護した泥酔者を放置して死亡させてしまったことが発覚し、責任を取らされる形で退職する（S1-4）。退職後はおでん屋台「おでん御待堂」を経営し、後に薫に連続殺人事件の被害者の遺留品を預けた（S4-4、5）。
海音寺菊生（かいおんじ きくお）
演 - 竹中直人（S3-1、2、4、5）
麹町東警察署刑事課長で警部。一時期異動してきた薫の直属の上司となった。右京とはベクトルが違う変人。口は悪いが正義感が強く、特命係の能力の高さを見込んで懲戒免職を受けた右京を麹町東署に引き入れて特命係を作ろうとしたこともあった（S3-4）。本人曰く「坊主とエリートが大嫌い」。
堀江邦之（ほりえ くにゆき）
演 - 山口良一（S11-1、2、6 / S13-5）
中根警察署刑事課捜査一係係長。享が中根署に配属されていた時の上司で、彼は「自分を刑事にしてくれた恩人」として慕っていた。
過去に担当していた強盗殺人事件の取り調べ中に司法取引に近いやり取りを行い、結果的に冤罪を作ってしまった過去を持つ。特命係の捜査によってその事実が発覚し、享の父・峯秋ら上層部の判断によって退職に追い込まれた（S13-5）。再就職の斡旋も断って実家に帰ることを享に告げたが、「（特命係のおかげで）重荷が取れた」と感謝を表している。
沢田泰三
演 - 園岡新太郎（S11-1、6 / S13-5）
中根警察署刑事課捜査一係の刑事。堀江の部下。
土屋公示
演 - 芹沢礼多（S11-1 / S13-5）
中根警察署刑事課捜査一係の刑事。堀江の部下。
高田創（たかだ はじめ）
演 - 加藤清史郎（S16-19 / S23-1、2）
麹町中央署地域課の巡査。かつては、母親が創の父親の存在を世に知られたくなかったが故に、出生届を提出していなかった影響で無戸籍状態であった。とある事件に巻き込まれ、半グレ集団に自身の弟を人質に取られて窮地に陥ったが特命係の尽力によって助けられ、当初、特命係には嘘の名前を教えるなどの行動をしていたが、これまでの半生を聞かされた右京から誰にも頼れず、その日を必死で生きていかなければならなかった事への心情に寄り添う姿勢を見せた上で「明日を生きてみませんか？」と諭された事で初めて本当の名を名乗るに至り、事件後は弟と共に児童養護施設へ入った（S16-19）。
それから数年後、自身を救ってくれた右京と亘の姿を見て、警察官になっていたことが判明し、元国家公安委員長が刺殺された事件現場の近くで偶然にも特命係と再会を果たし、警視庁を離れた亘の代わりに右京の相棒を務める薫とも対面を果たした。以後、特命係と協力して事件解明に挑んでいる。過酷な人生を歩んできた経緯もあって、度胸が据わっており、複数のチンピラに囲まれても一切動じる様子を見せず、複数を相手取っていなしたり、怪しい人物の単独尾行を行うなど、格闘能力と行動力の高さを見せている。事件解決後は刑事課への転属が決まり、今回の事件を通して右京と薫の相棒としての信頼関係を見た心境を述べた後、右京からは「君も、君自身の相棒を見つけるべきです。」とアドバイスと激励を送られている（S23-1、2）。

## 複数回登場（三権）
政治家（主な登場人物以外） / 内閣 / 警察庁 / 法務省 / 検察庁 / その他官公庁 / 弁護士

### 政治家（主な登場人物以外）
朱雀武比古（すざく たけひこ）
演 - 本田博太郎（S3-1、2、3 / S20-1）
S3-1、2、3における内閣官房長官。官房長官室に盗聴器を仕掛けた首相補佐官の沢村久重を首相秘書官の加賀谷秀之が絞殺している場面を見かけ、自身もその殺害に加担した。その後、小野田を教養課課長へ降格させるなど裏で手を回して自身の罪を隠蔽しようとするも、右京に罪を暴かれて逮捕された（S3-1〜3）。逮捕直前に警察庁主席監察官・木佐貫功へ手を回して右京を懲戒処分に追い込んだが、最終的には小野田の裏工作で取り消された（S3-4・5）。なおS14-10の時点では内閣官房長官のポストには音越栄徳が就いている。
その後、懲役18年の判決を下されて2006年から服役していたが、6年もの刑期を残して2018年に仮出所していた。その後は乗馬クラブに勤務し、自ら馬の世話をしている（S20-1）。彼の仮出所に鶴田の関与を疑った特命係の訪問を受けた。話を聞く最中で自身が服役している間に薫が警視庁を退職していた事や、小野田の死を初めて知り、驚いた様子を見せた。また亘とはこの時が初対面であったため、当初は単に薫がイメージチェンジしたものだと勘違いしていた。
現実世界での扱い
本田はseason3で出演して以来、17年ぶりとなったseason20では、久々に演じるにあたって「楽しく、切なく…人間臭く」を心がけたと語っている。

折口洋介（おりぐち ようすけ）
演 - 篠井英介（劇IV / S16-10）
劇IVにおける内閣官房副長官。政府内では穏健派である。
S16-10にも登場。圧力をかけて息子の不祥事をもみ消していたことで内閣情報調査室内閣審議官から脅迫を受けており、内調による政府要人への脅迫事件が明るみに出た際には自らその事実を公表し、責任を取る形で辞職した。
鶴田翁助（つるた おうすけ）
演 - 相島一之（S18-20〈終〉 / S19-19、20〈終〉 / S20-1、2、3 / S22-19〈回想〉、20〈終〉〈回想〉）
S18からS20における内閣官房長官。S3時点における内閣官房長官・朱雀の秘書を務め、「理想の権力者」として小野田を崇拝しているが、小野田のことを語った鶴田に対して右京は「あなたが小野田公顕を語るなど虫酸（むしず）が走る！」と言い放っている（S20-3）。
政府の依頼でディープフェイク映像の研究をさせていた特任准教授の鬼石が桂川を殺害する事件が発生した際、この事態を逆に利用し、鬼石が柾庸子に罪を擦り付けるために作ったフェイク映像が警察に見破れるかどうか試そうと思い、だまし切れれば鬼石に研究を続行させる腹積もりでいたが、特命係に真相を突き止められ、鬼石は逮捕された（S18-20〈終〉）。
IT長者の加西とも癒着していたが、自身がひそかに進めていた国民監視計画を知られたため、朱音静の計画に乗じて内調に雇わせた本物の殺し屋に加西を殺害させた。この件は愛人である庸子が全て罪を被ったものの、右京に「あなたの悪事は必ず暴いてみせる」と挑戦状を叩きつけられ、特命係の抹殺を目論むようになった（S19-18、20〈終〉）。
その後、特命係の上司である峯秋のスキャンダルをでっちあげ、立場を悪化させる事で間接的に特命係に圧力をかける一方、庸子の自殺を偽装して彼女を国外に逃がそうとしていた。しかし庸子の死を訝しんだ中郷が加西の残した「切り札」の鍵を盗み出して特命係に渡したことを知り、ディープフェイク画像で冠城を鍵泥棒の犯人に仕立て上げて逮捕させた上、鍵を奪回した上で栗橋に命じて中郷を始末させた（S20-1）。その後、右京の説得の末、自分の居場所がなくなったと観念して自首した（S20-3）。なおS22-20〈終〉の時点では内閣官房長官のポストには武智淑郎が就いている。
袴田茂昭（はかまだ しげあき）
演 - 片岡孝太郎（S20-11 / S21-11）
S20-11で初登場。与党である自生党の政務調査会長を務める衆議院議員。選挙区は東京都第27区で当選8回。1964年4月16日生まれ。政治家一族である袴田家の入婿（旧姓は未設定）で、妻の虹子には頭が上がらない。公設秘書である息子の茂斗を後継者として育てている。建設副大臣・国土交通大臣・防衛大臣・内閣府特命担当大臣・党国会対策委員長などを歴任した与党・自生党の政調会長を務める重鎮で、子供政策等に熱心である。しかし、「この国を動かすには低賃金で働く労働者の確保が必要不可欠」という思想を持ち、企業訴訟で経営者に有利な判例を積み重ねるべく、秘書の結城宏を通じて最高裁判所判事を懐柔しようとするも拒否されて負傷させ、さらには目撃者たちの抹殺も画策し、捜査の手が及ぶや否や全ての罪を結城に押し付けるなど、実際には権力と利権に塗れた典型的な「悪い政治家」であった。しかし特命係に真相を突き止められ、さらには結城への殺人教唆の証拠になる決定的な発言を右京に録音されも、与党重鎮である彼に恩を売って支配下に置きたい社によって録音データが削除されたため、全ての罪を実行犯である秘書の結城に被せて袴田自身は右京の追及を回避した（S20-11）。
その約1年後、S21-11で再登場。政調会長こそ辞任したものの政界では隠然たる影響力を持っており、隠し資産である金塊の窃盗予告事件の際に右京と再会する。
相変わらず高圧的な言動で接し、昨年の一件について詮索しないよう牽制するなど往生際の悪さを見せていたが、事件を通じて茂斗の成長と行動に感激し、それと同時に上記のような悪い政治家の一面は出世の過程で身についてしまった不本意なもののようで、本来の彼は先代（義父）のような清廉潔白な政治家を目指していたことが判明（S21-11）。
事件解決後、薫に正規の警察官として復帰できるよう衣笠に圧力をかけた。
その後、内調に異動した青木から右京が証拠の録音データを取り戻したことにより捜査一課に連行された。しかし、その際に特命係を見つけた茂斗は笑みとも取れる表情を浮かべていた。（S21-11）。
現実世界での扱い
season21で再登場した際、片岡は「袴田の生きざまや人柄が垣間見られてことがうれしく、ストーリーにのめりこんだ」と語っている。

### 内閣
柾庸子（まさき ようこ）
演 - 遠山景織子（S18-20〈終〉 / S19-19、20〈終〉 / S20-1、3）
内閣情報調査室カウンターインテリジェンスセンター職員。内調時代の社とは同期であり、官房長官の鶴田とは愛人関係にある。
鶴田の指示により、桂川殺害容疑の汚名を被りながら真犯人の鬼石を匿い、研究を続行させようとするが、特命係によって失敗に終わり、犯人蔵匿の罪を問われる。結局彼女は逮捕されたが、自身は政府相手に事を構えたくない内村の判断により釈放された（S18-20〈終〉）。
その後、鶴田から加西抹殺の命を受け、静が殺し屋を雇って加西の殺害を計画したのに乗じ、偽情報で特命係の目を逸らしながら、自分で用意した殺し屋を差し向け、加西とSP7名を死に追いやる。逮捕後は鶴田の関与を口にする事なく一人で罪を被った（S19-19、20〈終〉）。
その後は小野田が構築した「証人保護プログラム」を用いて死を偽装し、別人の戸籍謄本やパスポートを取得しパリに逃亡していた（S20-2）。しかし、逃亡前に後輩の中郷がかつて自身が用いた殺し屋に殺害された事を知り、殺し屋を殺害した上で右京たちの捜査に協力し、鶴田や栗橋への復讐を果たした（S20-2）。
栗橋東一郎（くりはし とういちろう）
演 - 陰山泰（S18-20〈終〉 / S19-19、20〈終〉 / S20-1、2、3）
内閣情報官。鶴田の腹心の一人。庸子と同様、桂川殺害事件の犯人である鬼石を匿ったとして犯人蔵匿罪として追及されかけるも、その追及を逃れきった（S18-20〈終〉）。その後、庸子の思惑により警察に逮捕される（S20-1、2）が、捜査一課の取り調べにおいて、庸子の自殺に関することのみ、頑なに黙秘を貫く（S20-3）。

### 警察庁
三奈瀬恭介
演 - 崎山凛（劇I / S10-10）
警備局公安課課長補佐
佐藤静夫（さとう しずお）
演 - なかみつせいじ（S7-19〈終〉 / S8-12、19〈終〉）
長官官房人事課長。
鈴木
演 - 影山英俊（S7-19〈終〉 / S8-19〈終〉）
長官官房審議官。
横田
演 - 福田信昭（S7-19〈終〉 / S8-19〈終〉）
警察庁長官官房参事官。
渡辺真澄（わたなべ ますみ）
演 - 吉満涼太（S8-12、19〈終〉）
長官官房首席監察官。
金子文郎（かねこ ふみお）
演 - 宇津井健（S9-9 / 劇II / X DAY）
S9-9時点以降における警察庁長官（『X DAY』時点においても現職）。警視庁ですら地方の県警本部と同列であるとし、その上で全国の警察を警察庁の指揮下に置こうという思惑から、警視総監の田丸と対立している。冤罪に始まる警察の不祥事を防ぐためには「上級組織である警察庁の徹底的な監視が必要である」という思想を基にした、いわゆるシビリアンコントロールの構築を目論んでおり、小野田と共に警察庁を警察省へと移行する計画を進めていた。警視庁人質篭城事件に際して計画に反発していた警視庁幹部たちの一掃を企むが、小野田の死によって計画は頓挫し、田丸による長谷川一派の処分で「痛み分け」の結果に終わった（劇II）。
山崎哲雄（やまざき てつお）
演 - 菅原大吉（劇IV / S15-13、14）
長官官房総務課課長で警視監。女性蔑視的な思想を持つ「健全な家庭を守る会」の会員という顔を持つ。
亘の法務省官僚時代に発生した立てこもり事件に「健全な家庭を守る会」の会員が関わっていることを知り、真相の発覚を防ぐため事件に介入した（S15-14）。
その後、立てこもり事件での功績が認められ警察庁警備局長に昇進。国際的犯罪組織「バーズ」による身代金を要求するテロ予告が行われた際には要求を拒否し、テロ未遂事件を引き起こしてしまう。事態収拾後は事件の隠蔽工作に動くがマスコミに事件がリークされ失敗に終わった。

### 法務省
常盤克信
演 - 伏見哲夫（S6-1、19〈終〉）
司法調査部部長。
坊谷一樹（ぼうや かずき）
演 - 蔵原健（S15-1 / S16-13、14）
公安調査庁の職員。日下部の密命を受け、ヤロポロクとの関係が疑われる社の身辺調査を行っていたが突如失踪する（S15-1）。
1年半後、瀬戸内の実家「徹正院」の院内墓地から白骨遺体で発見され（S16-13）、特命係の捜査により、恋愛感情から社を付け回していた人物に殺害されていたことが発覚した（S16-14）。

### 検察庁
浅倉禄郎（あさくら ろくろう）
演 - 生瀬勝久（PS2 / S1-5 / S2-1、2、10、21〈終〉 / S3-18）（幼少期：下城正義 〈PS2〉 / 少年期：関口龍之輔 〈PS2〉）
東京地方検察庁刑事部の検事。1963年4月25日生まれ（S2-21〈終〉）。PS2で初登場。東京地検刑事部の敏腕検事として活躍する一方、裏では狂気に満ちた連続殺人鬼「平成の切り裂きジャック」の一面を持っていた。亀山夫婦の大学時代の同級生であり、なおかつ無二の親友だった男であり、特に薫とは同じ寮で暮らした仲である。
厳しい取り調べで犯人を落としたり、研修時代には次長検事に真っ向から意見するなどしていたため、次長検事からは目を掛けられていた。
母親が売春の常習者だった上に自らが「不義の子」だったことがトラウマになり、幼少期に車のブレーキを細工して事故に見せかけて殺害。7年前の札幌地検時代には婚約者が偶然にも裏で娼婦をしていたことを知ってしまい、車ごと海に転落した自殺に見せかけて殺害（表向きは交通事故死）。
これを機に彼は壊れてしまい、ほぼ3年ごとに新天地に赴任しては娼婦を次々と殺害するようになっており、「生きている限り殺し続ける」ともはや自分自身でもコントロール不能な殺意で犯行を続けていたが、最後は特命係によって逮捕された（PS2）。
逮捕後も薫との友情は奇妙な関係で続き、彼の依頼で少年の更生に一役買ったり（S1-5）、逆に以前関わった迷宮入りの事件の再捜査を薫や美和子を通じて右京に依頼したりした（S2-1）。
S2の1週間前に裁判で死刑判決を受け東京拘置所に収監されるが、2度に及ぶ脱走の末、千葉県の海岸で断崖から投身自殺を図り、一時期行方不明となってしまう（S2-1、2）。奇跡的に生還したが、記憶喪失となり、ホームレスとして生活し始める。その約半年後に発見されて再収監されるも、記憶が完全に戻ることは無く、最期は獄中で次長検事の教唆を受けた刑務官によって自殺に見せかけて殺害された（S2-21〈終〉）。
死後、記憶喪失時に娼婦の遺体の入ったトランクを運んでいた事実が判明し殺害容疑をかけられたが、特命係の尽力により無実が証明された（S3-18）。
黒崎健太（くろさき けんた)
演 - 内田裕也（S14-4、10 / S15-10 / S16-8 / S19-5 / S23-18、19〈終〉）
東京地検特捜部の検事。亘の法務省時代の同僚だがよく思ってはいない。一方で、捜査二課時代の活躍を知る右京に対しては尊敬の念を表しており、特命係の協力を得て大物フィクサーの逮捕に成功して以後（S14-4）、特命係の捜査に快く協力してきた（S14-10、S15-10）。しかし、公安警察が絡む殺人事件の捜査に協力したことで日下部により高松に左遷されてしまう。その後法務省を退職して「日刊トップ」の記者に転職した。
記者に転職後も特命係との縁は途絶えておらず、衆議院議員が国有地に口利きした疑惑に端を発した事件(S19-5)や、匿名流動型犯罪(トクリュウ)やS23-18、19〈終〉時点においての東京都知事が絡んだ事件にて解決のために特命係に協力をしている(S23-18、19〈終〉)。
現実世界での扱い
2020年11月、ニュースサイト「週刊女性PRIME」は、2021年11月の記事の中で制作会社関係者およびテレビ朝日関係者の話として、記者である楓子を演じた芦名星の没後、本作に記者役が必要だということで、ファンから人気の高い黒崎が検事から日刊紙の記者に転身することを伝えた。また、同サイトはテレビ朝日関係者の話として、黒崎の転身が芦名の代役ではなく、当初黒崎はS19-7に登場する予定だったが、S19-5に前倒しになったことを伝えている。

倉田映子（くらた えいこ）
演 - 鶴田真由（S15-8 / S16-1〈回想〉 / S17-15）
東京地方検察庁の検事。法務省時代の亘の同期。検事時代はその有罪率の高さから「100%の女」の異名を取り、批判の多い検察の変革を目指す正義感あふれていた。
しかしある時、担当した裁判の結果に不満を持つ関係者から絞殺されかかって以降、官給品である風呂敷を「首を絞められる物」というイメージから使えなくなり、定期的なカウンセリングも欠かせなくなったが、周囲から見下されることを恐れてそのことを伏せていた。ある殺人事件を担当した際、自身の通院の事実を隠すため証人に証言を変えさせるという不法行為を行ったことがあり、その事実を特命係に暴かれて自ら職を辞した（S15-8）。
その後、ホワイトリーガル法律事務所の弁護士に転身。経産省官僚殺害事件において被疑者の弁護人を買って出て、検事時代に担当した機密漏洩事件の真相を突き止めようと画策する。同じく捜査を始めた特命係と共に真相を突き止め、自身が有罪にした機密漏洩事件の被告人の冤罪を晴らした。しかし、過去の事件で自身が真犯人の狙い通りに動かさせられていたことが判明したため、亘から「99%の女」と呼ばれた（S17-15）。
階真（きざはし まこと）
演 - 辻本祐樹（S20-1、2、3 / S22-9、10）
東京地検検事。優秀だが、冷徹でどこか相手を見下しているような傲慢な雰囲気を漂わせた人物。加西周明事件で初登場し、鶴田翁助を逮捕する成果を上げる。以降も度々登場し、特命係とは探りを入れつつも利用し合う関係となった。暴力団嫌いで「ヤクザは社会のクズ」と公言して憚らない。青年実業家の弓生崇智が広域指定暴力団「扶桑武蔵桜」の若頭・鬼丸を絞め殺した件では弓生の正当防衛だったと判断する。後にその判断は右京によって覆されるも、ヤクザに対しての自身の考えからやっかい事と捉える（S22-9）。

### その他官公庁
北条晴臣（ほうじょう はるおみ）
演 - 長門裕之（S1-12〈終〉 / S4-1）
元外交官。外務省事務次官や特命全権大使を歴任した生粋のエリート。非常に傲慢な性格で、「閣下」と呼ばなければ返事をしない。S1-12〈終〉時には東京都大田区田園調布の広大な屋敷に住み込みの女子大生・川端蘭子 と二人で暮らしていた。人質事件の際は渋谷区松濤に居住していた。
条約局長時代に起きた外務省公邸人質籠城事件では人質にされていた。強行突入の際、自身の横領の罪を告発しようとした外務省職員の柳田をどさくさに紛れて射殺し、その現場を目撃した緊急対策特命係隊員も射殺していた。15年後、当時の人質の変死事件の捜査を始めた特命係によりその犯行が暴かれ逮捕された（S1-12〈終〉）。
その後起訴されるも、かつて外務省幹部が犯した公金横領を告発することを条件に司法取引並みの駆け引きで保釈を認めさせた。保釈中、奥多摩にある別荘のアイアンハート城で暮らしていた際に秘書の女性と婚約を発表するが、特命係への意趣返しを目的に執事を殺害し、紆余曲折を経て逮捕・再収監された（S4-1）。
斎藤英彦
演 - 黒沼弘己（S2-1、2、21〈終〉）
東京拘置所の刑務主任。一度浅倉にしてやられた事を根に持ち、後に彼に因縁を付け、蹴る等の暴行を加えていた。また、同じ刑務官である中津一義を苛めており、彼から怨まれていた。脱獄を目論んだ浅倉によって気絶させられ、その報復として中津に絞殺された（S2-21〈終〉）。
三雲法男
演 - 石橋凌（S6-1、19〈終〉）
裁判官。担当した裁判において社会的弱者に有利な判決を下すことが多く、マスコミからは「司法の良心」と呼ばれている。
試験導入された初の裁判員制度による公判の裁判長を務め、周囲に対しては裁判員制度に賛成だと語っていたが、本心では「人を裁いていいのは、裁く覚悟がある者だけ」という理由で反対していた。制度にダメージを与えることを狙い、担当裁判員の個人情報を匿名で新聞記者に漏らしたが、それが遠因となって記者が裁判員を事故死させる事態を引き起こしてしまう。特命係は記者の逮捕には成功したが、証拠不十分のため三雲の検挙には至らなかった（S6-1）。
彼が裁判員制度に反対する大きな背景は、若手時代に担当した「品川母娘放火殺人事件」の公判において、個人的心象では被告人が無実であると思っていたものの、裁判自体は被告人有罪の死刑判決が下される形で結審したことが心残りとなっていたためであった。この被告人が獄中死した後新たに起こった事件関係者の殺害事件について、右京と薫は事情を聞くも多くを語ろうとせず、その後右京に押し切られて証拠不十分の段階で被疑者宅の捜索差押令状を発付し、その責任を取って裁判官を辞職。弁護士への転身もせずに法曹界から去った（S6-19〈終〉）。
なお、この退場劇について小野田は「優秀な裁判官が1人いなくなった」と惜しがった一方で、令状発付の件は本来なら決して認められない行為であることから「形の上では辞職でも、実質的には懲戒免職と何ら変わらない」と断じた（S6-19〈終〉）。
結城宏
演 - 弓削智久（S20-11 / S21-11）
袴田の公設秘書。袴田の意に沿わない最高裁判所判事・若槻正隆を説得しようとした際に突き飛ばしてしまい、若槻が死亡したと勘違いしていた。その様子を録画して強請ってきた人物を殺害したのち、目撃者の男子小学生をも探し出して若槻もろとも監禁したが、右京たちの働きにより袴田の悪事も発覚し、逮捕された（S20-10）。その後、袴田からの生活支援が無いことなどから妻を通じて袴田家を強請っている（S21-10）。
松井
演 - 渡洋史（sideABX）
厚生労働省麻薬取締官。潜入捜査中に合成麻薬の急性中毒死で発見された。
中川
演 - 鈴木壮麻（sideABX）
厚生労働省麻薬取締官。

### 弁護士
武藤かおり
演 - 松下由樹（S1-8 / S2-1、2、21〈終〉 / S6-9 / 劇I）
武藤法律事務所の弁護士。薫が逮捕した強盗犯の弁護人を務めたことで特命係と知り合い（S1-8）、自身が担当した裁判を通じて特命係とたびたび遭遇することになり、S2序盤では浅倉の担当弁護士という建前で特命係との連絡役を務めており、他の特命係の関わる事件の被告を度々担当していた。
瀬田宗明
演 - 渡哲也（S7-10 / S10-2）
弁護士。社会的弱者の立場を案じて数多くの国家賠償訴訟に携わっていた正義感あふれる人物で、民間人閣僚として法務大臣に登用されていた（S7-10）。在任中、息子が巻き込まれたテロ事件の背景に自らが関わった公害訴訟が関係していたことを知ると法務大臣を辞任し「小さな声なき声に耳を傾けて手を差し伸べるため」弁護士に戻った。
現実世界での扱い
season10で再登場した際、渡は「勢いがある番組の現場は覇気と活気、緊張感がある」とし、「水谷と及川は双方ともにクールであるが、違った味があっていい相棒である」と所感を述べている。一方で初共演となった及川は渡の「存在感に緊張したが、やさしさとのギャップに偉大さを感じた」と述べている。

連城建彦（れんじょう たけひこ）
演 - 松尾諭（S15-16 / S16-6 / S17-6 / S18-17、19 / S19-7）
連城法律事務所の弁護士。凶悪犯を担当することが多く、その過程で特命係と関り合いになることも少なくない。初見の人からすれば「犯人扱い」される程の胡散臭い顔をしているが、並外れた記憶力の持ち主。北の弁護を担当しており、彼の脱走事件を通じて特命係と出会って（S15-16）以来、特命係と浅からぬ因縁を持つ。
頭が切れ弁護士としては優秀だが、裁判をゲームのように楽しむ不遜な人物である。また記憶力には絶対の自信を持ち、守秘義務の観点から、留置場での手紙のやり取りは一切行わず、その抜群の記憶力により内容を諳んじて相手に伝えるという方法をとっている。
右京をモンスターと呼び互いの優秀さを認め合っている。
中郷都々子（なかざと つづこ）
演 - 織田梨沙（S19-19、20〈終〉 / S20-1、2）
「エンパイヤ・ロー・ガーデン」弁護士。庸子とは同郷の幼馴染の間柄である。弁護士らしからぬギャル風の派手なファッションで着飾っており、言葉遣いも悪い。
出雲狙撃事件に関する口止めとして、加西から静への金の流れを段取りした。この買収行為で物証を残してしまい、倫理規定違反を問われそうになったため、責任を取り事務所を辞めた（S19-18、20〈終〉）。
その後、庸子が鶴田を庇って簡単に殺人教唆を認めたのを疑問に感じていたところ、彼女が自殺した事を知る。納得できず、生前の加西が「切り札」と言って三門に預けていた鍵が鶴田の弱みにつながると考え、鶴田に真相を問い質す交渉の材料として鍵を盗み出して特命係に調査を依頼するが、それが鶴田の逆鱗に触れる結果となり、自殺を装って殺害された（S20-1）。その遺体にはためらい傷が残され、また筋弛緩作用のある毒物が検出された。
三門安吾（みかど あんご）
演 - 山田明郷（S19-19、20〈終〉 / S20-1、3）
「エンパイヤ・ロー・ガーデン」所長である弁護士。中郷の上司。

## 複数回登場（企業）
報道関係者 / 財界関係者 / その他企業関係者

### 報道関係者
照山
演 - 石橋祐（S3-1、2）
帝都新聞首相官邸記者クラブ所属記者。
鹿手袋啓介（しかてぶくろ けいすけ）
演 - 西村雅彦（S3-1、2、3、19〈終〉 / 劇I）
国会の院内紙記者。元帝都新聞政治部記者である美和子の先輩。主に政治家のスキャンダルを狙っており、一種のタカリとも評されている。官房機密費流用疑惑を追ったため雛子の秘書が雇った暴漢に襲撃されてしまう（S3-1）が、後に雛子への情報提供者となっている（S6-16、劇I）。美和子の浮気相手で結婚直前の関係にまでなった事もあるが、後に破局した（S4開始時）。
大久保康雄
演 - 阿南健治（S3-11、13 / S5-18、20 / S6-1）
帝都新聞記者。警視庁記者クラブのキャップを務めている。かなり保身的な性格で、部下だった美和子とはしばしば対立していた一方、退社後の美和子から協力を求められていた。
照本
演 - 石橋祐（S6-16 / S11-12）
帝都新聞政治部記者。美和子の先輩である。政界やマスコミの裏事情に通じており、右京にたびたび情報提供を行う（S6-16、S11-12）。
守村やよい（もりむら やよい）
演 - 本仮屋ユイカ（劇I / S10-5）
「東都通信社」のジャーナリスト。元は東京ビッグシティマラソン爆破予告事件の関係者だった女性。本名は木佐原康江だが、エルドビアの反米ゲリラに拉致された兄・渡 へのバッシングの影響から、父・芳信の判断で「守村やよい」へと名前を変えている。過去の事件に関連した連続殺人事件が起きた際には事件の被害者を訪ねていたことが判明し、事件の重要参考人となる。事件解決後は兄の遺志を継いでNPOの活動に参加することを決意し、特命係に見送られ旅立った（劇I）。
帰国後は「東都通信社」の駆け出しのジャーナリストとなり、遭遇した奇妙な出来事について特命係に相談する（S10-5）。
ヤロポロク・アレンスキー
演 - ユーリー・B・ブラーフ（S13-1 / S16-14）
ロシアンタイム誌東京支局局長。実際はロシアの対日工作員で7名の日本人を協力者に仕立てたヒューミントを行っていたが、本国ロシアで発覚した汚職の追及を受けるとアメリカへ亡命する。その際協力者7名の情報を提供したことで、内閣情報調査室長による連続殺人事件の発端となってしまう(S13-1)。
内調時代の社と深い関係にあったことが示唆されており、作中で度々その存在を匂わせていた。実は亡命後も日本に潜伏しており、後にロシア当局の依頼を受けた人物により殺害されていたことが判明した（S16-14）。
鷹島瑤子
演 - 小森郁子（S14-10 / S15-7）
テレビ局のニュース番組アナウンサー。
八津崎奨
演 - 橋本拓也（S16-20〈終〉 / S17-1 / S18-20〈終〉 / S19-1）
葉林社「週刊フォトス」の編集長。風間楓子の上司。
森尾淳史
演 - 古山憲太郎（S18-17 / S19-7）
「月刊プレス」の編集長。
岡元文彦
演 - おかやまはじめ（S19-5、11）
「日刊トップ」の編集長。

### 財界関係者
桂川宗佐（かつらがわ そうすけ）
演 - 村上新悟（S18-1、2、9、20〈終〉）
東亜ダイナミクス社長。防衛技術振興協会の副会長も務めている。同協会の顧問に就任した片山雛子と共に行動し、「日本は強くあらねばならない」との信念の元、武器輸出推進の旗振り役を担っていた（S18-1）。自社の製品をサルウィンの武装勢力に提供し、それがドローン爆弾としてテロに利用されていたことが発覚して失脚する（S18-9）。
その後社長を辞任し会社も倒産に追い込まれたが、起訴は免れ、新会社・桂川コーポレーションを立ち上げて表舞台への復帰を狙っていたさなかに、自宅で殺害された（S18-20〈終〉）。
加西周明（かさい しゅうめい）
演 - 石丸幹二（S19-1、2、19、20〈終〉 / S20-1、2、3）
S19-1で初登場。IT長者、「掃いて捨てるほどある」というその圧倒的財力は政府からも無視できない存在になっている。事業で築いた巨万の富をバックに自由奔放に暮らしており、インターネット上にPCゲームから発展させた仮想VR国家「ネオ・ジパング」を設立し、国王としてプレイヤー（国民）にも多額の金品を分け与えるなど、表向きは気前のよさで知られていた。しかしその本性は、「人間は金次第で何でもする」と考える極めて傲慢な拝金主義者で、億単位の大金で釣った相手に、公園を全裸で走らせたり、高層ビルを命綱なしで登らせるといった迷惑・危険・犯罪行為をさせて楽しむという外道な人物。6億で雇った実行犯・朱音静に出雲を銃撃させたのも「彼女が北上馬の交差点でいつも常に張っていて目障りだから」という極めて身勝手な理由からであった。また、内閣官房長官の鶴田とも癒着していた。
静の恋人が先の高層ビル登頂に失敗して転落死した事故を機に特命係が捜査を開始し、出雲銃撃の真相が明るみに出て逮捕寸前まで追い詰められるも、鶴田を忖度した衣笠の鶴の一声によって逮捕を免れた（S19-1）。
その後も自由を謳歌し、静に対しても大金と引き換えに証言を翻させる等して、徹底的に逃げ続けた上に、好き勝手にやりたい放題してきたが、朱音静に依頼されて雇われた殺し屋に命を狙われてしまう羽目になり、彼自身は冗談と思っていたが、最終的には自身の秘密を知る加西の口封じのために鶴田が内調を通じて雇った殺し屋によって、食事中の一酸化炭素中毒事故と見せ掛ける形で出張料理人を装った殺し屋に殺害されてしまう（S19-19〜20〈終〉）。その末路も、雇ったボディーガードと一緒に食事をしようと断られた際に「食べないとクビにするぞ」と無理矢理同席させたせいで一緒に命を落とすという体たらくである。無関係な彼らも巻き添えにしてしまったことはもちろん、食事をしなければ一命を取り留めた可能性も高く、そういう意味では自分の傲慢さが仇となった形と言える。
常に他人を小馬鹿にした態度は警察も好意的ではなく、特命係からもぞんざいに扱われており、自身の悪事が露見しても、悪びれるどころか「いくら欲しいんだ?」と金で解決しようとしたり、殺し屋に狙われていると聞いた際にはそれを冗談と思いつつも守ってもらえるのが当たり前だと振る舞ったりと、とにかく厭味ったらしい男。
その後、彼の遺した仮想空間は特命係にとって鶴田の悪事を暴くための切り札となり、後に加西本人が鶴田の国民監視計画に関する秘密を仮想空間内に隠しており、右京はアバターとして残っていた加西の姿を借り、秘密抹消のために侵入してきた鶴田と対決する（S20-1）。
現実世界での扱い
演者の石丸幹二は、本作への出演に当たり、印象に残る役作りをしようと意気込んだ。また、台本を読んだ際、頭はさえるが金しか信じない自己中心的な人物だと感じたという。

### その他企業関係者
奥村光良
演 - 金井勇太（S8-17 / S10-14）
鈴川管工社の元社員。優柔不断な上に気が弱い。鈴川管工社が倒産し金銭難で悩んでいた時に、ある民家の地下に大金があることを聞きつけたことを発端に池谷、山崎と共にその民家の隣の空き家に侵入、その隣家で掘った穴を通じて大金を奪おうとしていたが、同じく大金を狙っていた同家の住人に逆に拘束され生き埋めにされかけてしまう（S8-17）。 出所後は友人が社長を務めるIT企業会社の役員になっていたが特命係が内村の私用で探していたとある人物を介して犯罪に利用され、事件解決後に連行された（S10-14）。
池谷隆平
演 - 三宅弘城（S8-17 / S10-14）
鈴川管工社の元社員。奥村と山崎のリーダー格で、先のことに対して楽観的な大雑把な性格。奥村、山崎と共に鈴川管工社の倒産後、民家の地下にある大金を狙うが逆に生き埋めにされかけ特命係の活躍で他の2人と共に逮捕された（S8-17）。出所後は喫茶店の雇われマスターになっていたが他の2人と共に犯罪に利用され事件解決後に連行された（S10-14）。
山崎正一
演 - 松本実（S8-17 / S10-14）
鈴川管工社の元社員。競艇や麻雀といったギャンブル好き。性格はバラバラだが仲が良い奥村、池谷と共に鈴川管工社の倒産後、民家の地下にある大金を狙うが逆に生き埋めにされかけ特命係の活躍で他の2人と共に逮捕された（S8-17）。出所後は同じ刑務所仲間と共に借金の取り立て屋になっていたが他の2人と共に犯罪に利用され事件解決後に連行された（S10-14）。
朱音静（あかね しずか）
演 - 日南響子（S19-1、2、19、20〈終〉）
繊維会社勤務。仮想国家「ネオ・ジパング」で出会った加西の依頼を受けて出雲を銃撃するが失敗に終わり、6億円の報酬を貰い損ねる。捜査の手が伸びる中、恋人である幸矢の母・蒔子を巻き込んで、幸矢が出雲を銃撃したかのように偽装を目論むが、右京に看破され逮捕される（S19-1）。
当初は加西に教唆された旨を自白したが、弁護士事務所を通じて加西に再び6億円で買収され、「加西は関係なく自分の単独犯行」と証言を翻した。その報酬で、蒔子に密かに依頼して加西を暗殺する殺し屋を雇わせる（S19-20〈終〉）。
万津幸矢
演 - 櫻井圭佑（S19-1、2、19〈回想〉、20〈終〉〈写真〉）
元派遣社員。加西の依頼で出雲を銃撃した朱音静の恋人。仮想国家「ネオ・ジパング」の住人であったが、ビルの壁面をよじ登った末に転落死する（S19-1）。生前、暴力団組員相手に出雲銃撃をほのめかしていたほか、ビルの壁面をよじ登っていた理由は出雲銃撃の成功報酬が6億円であったことを知り、せめて半分の3億を寄越せと加西に直談判したところ、「ネオ・ジパングの大道芸人と同じように高層ビルを登り切ったら3億円やる」と言われたことによる。

## 複数回登場（反社）
城代金融 / 扶桑武蔵桜 / 指名手配犯 / その他反社会勢力

### 城代金融
向島茂（むこうじま しげる）
演 - 正城慎太郎（S4-19 / S6-11、12）
城代金融の幹部。作中の台詞から城代金融は10年前まではあからさまな暴力団、現在ではあからさまでない暴力団とのこと。死に追いやった城代金融と関係のあった司法書士の妻だった幸子を愛人として囲っていたが、真相を知った彼女に撃たれる。一命は取り留めたものの、右京らの活躍によって犯罪が暴かれたことで再捜査が行われた結果城代金融は崩壊した（S4-19）。その後、撃たれたことが原因で車椅子生活を送っていた。ある女受刑者の口封じを企む人物の計画に加担し、幸子に復讐する目的で護送車襲撃事件を起こすが、実際は最初から彼女に復讐する気は更々なく、幸子の逃走を見逃し、その後駆け付けた伊丹らに逮捕された（S6-11、12）。
上述通り城代金融は2006年に組織としては崩壊したが、一斉摘発前後に香港に逃亡した者もおり。中には別件の重要参考人である元構成員が台湾に高飛びを図ろうとして未遂に終わった事案も存在した(S5-14)。
田村秀明
演 - 児玉貴志（S4-19 / S6-11、12 / S10-12 / S16-16）
城代金融の構成員。向島の部下（S4-19）。向島が計画した幸子への復讐に関わり共に護送車襲撃事件を起こすが、幸子の説得を受け改心。事件の黒幕を撮影し恐喝に及び、返り討ちにされてしまったが、一命を取り留めた。（S6-11、12）。出所後も幸子を慕うも、本人からはたびたび一蹴されている。

### 扶桑武蔵桜
桑田圓丈（くわた えんじょう）
演 - 大石吾朗（S19-1、10 / S22-9）
広域指定暴力団「扶桑武蔵桜」組長。内村と懇意にしており、警察に情報を渡す代わりに組の活動を目こぼししてもらう間柄だった（S19-1）。贋作絵画の販売を収入源の一つにしていたが、それに関わる事件で重傷を負って臨死体験したことで人格変貌した内村から、絶縁を宣告される（S19-10）。
若頭の鬼丸が青年実業家の弓生崇智に殺害される事件が発生し、報復しようと逸る虎鉄や虎太郎を制しつつ、暴対法で身動きの取れない現状から組の解散を決意する。しかし自ら鬼丸の仇を取ろうと通夜の席で弓生を射殺しようとするが、右京や伊丹らに阻止され逮捕される（S22-9）。
鬼丸播磨（おにまる はりま）
演 - 三国一夫（S19-1、10 / S22-9）
「扶桑武蔵桜」若頭。資金繰りに行き詰まった弓生の会社に出資して窮地を救う代わりに、毎月礼金を要求していた。金額の吊り上げを巡ってトラブルになり、弓生に殺害される（S22-9）。
虎鉄（こてつ）
演 - 鳥谷宏之（S19-10 / S22-9）
「扶桑武蔵桜」若頭補佐。贋作工房で描かせた絵画を、情婦の四条真奈美が営む画廊で販売し、組の資金源にしていた（S19-10）。鬼丸が殺害された事件で、殺害者の弓生が不起訴になったことで怒り心頭に発する。仇を取るべく密かに拳銃を入手していたが、桑田に見抜かれて拳銃を没収された（S22-9）。
虎太郎（こたろう）
演 - 田中俊介（S19-1、2、10 / S22-9）
「扶桑武蔵桜」組員。鬼丸が殺害された事件で、殺害者の弓生が不起訴になったことで怒り心頭に発する。勝手な真似はするなと桑田や虎鉄に釘を刺されていたにもかかわらず、独断で弓生をつけ狙う（S22-9）。

### 指名手配犯
阿部貴三郎（あべ きさぶろう）
演 - 武野功雄（PS1 / S3-13 / S23-11〈回想〉）
前科3犯の指名手配犯。指名手配中に薫に発見されて逮捕されそうになるが、逆に銃を突きつけて彼を人質にし、定食屋に立てこもった（PS1）。その後、所轄署地域課の警察官の変死現場を目撃してしまい、その殺害犯として疑われた（S3-13）。
生木拓
演 - 草野イニ（S14-12 / S15-16〈写真〉 / S16-11〈回想〉）
渋谷区路上男性会社員殺人事件の指名手配犯。身分を偽り害虫駆除業者に勤務していたが、仕事先で矢島さゆみとトラブルになり解雇、さゆみを撲殺し居合わせた北と共謀し証拠隠滅を図った。その後は密航船で逃亡を図ろうとするが、居場所を突き止めた陣川と格闘になり、さゆみの一件で暴走した陣川に刺殺されそうになったが、駆けつけた右京と亘が陣川を制止し、そのまま逮捕・連行された。

### その他反社会勢力
田端甲子男（たばた きねお）
演 - 泉谷しげる（S1-1 / S2-21〈終〉）
自称「模範的一般市民」。東京大学卒業。日頃の警察の不祥事を憂いて警視総監に向けて何度も手紙で訴えたが、返答が全くないことに業を煮やす。その末にダイナマイトを携えて薫を人質に警視総監室に立てこもるが、右京や薫の機転によって逮捕された（S1-1）。後日面会に訪れた右京から、警察庁長官からの誠意ある手紙を示されて感服する。その後は「日本の裁判制度をとことん体験したい」という理由で有罪判決を受けても控訴を続けている（S2-21〈終〉）。
本多篤人（ほんだ あつんど）
演 - 古谷一行（S8-1 / S9-18〈終〉 / S14-10）
元テロリスト。かつて左翼過激派のテロ組織「赤いカナリア」の大幹部として1970年代に大々的なテロ活動を行っていた。爆弾についてはプロ級の知識と技術を持ち、また国外逃亡中に紛争地帯に潜伏していた経緯から戦闘術にも長けている。「伝説の革命戦士」として名を馳せていたが、紛争地域での体験からテロリズムによる革命を無意味なものと悟るようになり、自分の行いに後悔の念を抱くようになっていた。しかし、左翼運動の復活を企む人物から娘の茉莉を人質に日本でのテロ活動を強要されると帰国、後にその首謀者が彼女であると知ると、学生時代からの旧知である小野田に自身と引き換えに茉莉の釈放を認めさせて逮捕された（S8-1）。
逮捕後死刑が確定し東京拘置所に収監されていたが、政府に対して「赤いカナリア」による脅迫が行われると、取引のために死刑執行が行われたことにして秘密裏に釈放される。その後茉莉もろとも「赤いカナリア」の残党絡みの事件に巻き込まれるが、その事件解決後に全てを公表するために特命係の協力を得てマスコミを呼び、自らの生存を公にすると共に警察に出頭した（S9-18〈終〉）。
事件後超法規的措置により「木本遼一」と名前を変えて生活していたが、復讐を企む青年たちに触発され再びテロを計画する。東京都民を人質に、内閣官房長官を標的とした爆弾テロを宣言するがSPの銃撃を受け息を引き取った（S14-10）。
早瀬茉莉（はやせ まり）
演 - 内山理名（S8-1 / S9-18〈終〉 / S14-10）（幼少期：池田心雪〈S8-1〉）
本多篤人の娘。区役所職員として働いていた。
父がテロリストであることが原因で幼少の頃からいじめに遭い、加えて公安からも「本多と接触しうる人物」として母共々マークされており、それでも父を英雄として語る母の言葉もあってヒーローとして敬慕していた。その彼が今までのテロ活動を後悔していることを知ると、篤人を信奉する者達と共謀し「本多が後悔しているテロ活動を再び起こさせる事」で彼への復讐を果たそうと計画する。真相を暴いた特命係により共謀者共々身柄を一旦拘束されるが、小野田と篤人の取引により釈放された（S8-1）。
その後、本多が絡むテロ事件に巻き込まれて警視庁内に拘束（実態は小野田の計画に基づいた「保護」）され、最終的には小野田の死によって事実上先の取引が消滅した結果として一度は見逃された先の事件について取調べを受けた（S9-18〈終〉）。この事件を通じて篤人と数十年ぶりの親子の再会を果たし、「直に接した事でかつての憎しみは消え、親として慕う気持ちが芽生えた」と告白している。
事件後は超法規的措置により戸籍を変えた本多とともに「木本百合」と名前を変えて生活していたが、不治の病に冒されてしまう。復讐を企む青年たちと出会ったことで篤人に再びテロを起こす事を願い、息を引き取った（S14-10）。
平井貞夫
演 - 風間杜夫（S15-4 / S20-15）（少年期：山下心煌〈S15-4〉）
詐欺師。山形県出身。表向きは「NPO法人青空らくだの会」の代表として地域住民の悩みに乗り、裏では女房役の尾形留美子と組んだ美人局をはたらいていた。「俺達の商売は人間同士の駆け引きで稼ぐ事に意義がある。」という詐欺師としての矜持を持ち、振り込め詐欺を見下している。
ひったくりの現場で被害者の山形訛りを聞いて思わず助けながらも去ったことで、同じく居合わせた右京に目をつけられ、やがて詐欺も発覚して逮捕される。被害者を助けたことを後悔しつつも、その人助けは間接的に連続殺人犯の魔手から平井の命を救う形になっていたため、右京に慰められた（S15-4）。
その後は刑期を終え、板橋区のマンション「第一城谷レジデンス」の管理人に就職するも、マンションで起きた男性転落死事件の映像に平井が映っているのを青木が動画投稿サイトから発見したことで、特命係と再会する。時を同じくして、かつての詐欺師仲間・工藤丈治に脅され、消えた覚醒剤探しを手伝うよう強要されるが、密かに思いを寄せていたマンション住民女性・桜田美月が巻き込まれそうになったため、特命係と協力し事件解決に貢献した（S20-15）。
遠峰小夜子（とおみね さよこ）
演 - 西田尚美（S17-6 / S18-17 / S19-7）（少女期：佐々木告〈S19-7〉）
「平成の毒婦」として世間を騒がせた女詐欺師。黒真珠養殖の投資詐欺をはたらき、返金を迫った出資者3名を次々に殺害した連続殺人容疑で東京拘置所に拘留されていた（S17-6）。
人の顔を一度見たら忘れない「相貌認識能力」と巧みな話術に優れている。相貌認識能力を用いて様々な中年独身男性に接触し、話を合わせていた。彼女の話術は右京でさえも術中に嵌まる程で、拘置所の中にいながらも特命係を自由自在に動かしている。外部にも支援者が多く、雑誌に寄稿した際には祝賀広告がつく程である（S18-16）。少女時代、母親に嘘を吹き込んで意図的に両親を不和に導いた末に、母親を死に追いやったらしきことが、回想で示唆されている（S19-7）。
藤原久美子
演 - 松本海希（整形前：S19-20〈終〉） → 松本享子（整形後：S20-1、2、3）
殺し屋。内閣情報調査室から仕事を請け負っている。「藤原久美子」は加西殺害の際に名乗った名前であり、本名や詳しい素性は栗橋や庸子も知らない。
庸子の命により加西宅に出張料理人として潜入し、加西とSP全員を食事中の一酸化炭素中毒事故を装って殺害した（S19-20〈終〉）。殺害後は姿を眩まし整形手術や肉体改造を経て全く別人の姿に変わったが、時折見せる無気味な笑顔に面影が残っている。栗橋に依頼されて右京らを尾行し、鶴田の秘密を探ろうとした中郷を始末するも、彼女自身も他殺体となって発見された（S20-1）。その後、庸子が中郷の復讐のために殺したことが判明する（S20-2）。

## 複数回登場（その他）
教育関係者 / 芸能関係者 / 医療関係者 / ゲイバー・薔薇と髭と...。 /   私立探偵 / その他自営業者 / その他

### 教育関係者
三上冨貴江（みかみ ふきえ）
演 - とよた真帆（S16-20〈終〉 / S17-1、2）
成林大学経済学部経済学科教授。国家公安委員も務める。峯秋とは旧知の間柄。
夫から義父の殺害を告白された際、保身欲から事件の隠蔽工作を図り、警察を撒いたものの、右京の作戦により遺体の存在を暴かれ、死体遺棄容疑で逮捕された（S17-1、2）。また、鑓鞍の意向により国家公安委員も辞任することになるが、右京が殺害事件の「本当の真相」を暴いた後で面会に来た峯秋から「私は以前は、躓いた人間はもう終わりだと思っていたが、今はそうではなく、やり直すことが出来ると思っている」と、冨貴江と同じく法で裁かれる側に立たされた息子の享に因んだ言葉を掛けられた（S17-2）。
磯部昭夫（いそべ あきお）
演 - 真山章志（S20-12 / S21-8）
慶明大学日本史学教授。右京からは古美術関連の事件の調査で頼られている。

### 芸能関係者
倉本雄一
演 - 小宮孝泰（S1-3 / S22-16）
落語家。芸名は橘亭青楽（たちばなてい しょうらく）で右京達からもそう呼ばれている。真打に昇進したが、元アイドルの妻・美奈子を脅迫していた男を殺害して特命係に逮捕された（S1-3）。出所後、刑務所でのボランティアなどを行いながら落語を続け、復帰公演を開けるまでに至ったが、交流のあった受刑者の服役する原因となった事件に関わったがために、公演を前に行方不明になり、その後特命係に助けられた（S22-16）。
倉本美奈子（くらもと みなこ）
演 - 大西結花（S1-3 / S22-16）
元アイドル。芸名は「荻野美奈子」で薫は大ファンであった。麻薬所持疑惑で芸能界を引退した。その後雄一と結婚するも、彼が真打に昇進したのを切っ掛けに、過去の不祥事を知る男に脅迫され、青楽が男を殺害してしまう（S1-3）。それでも別れることなく青楽を待ち続け、夫の出所後も、落語家復帰のため献身的に支えている（S22-16）。家族料理「美奈子」の女将も務めている。

### 医療関係者
内田美咲（うちだ みさき）
演 - 奥貫薫（S4-4、5 / S5-5）
精神科医・犯罪心理学者。恵和医科大学教授。かつて殺人容疑をかけられ心神喪失となっていた村木重雄のカウンセリングを担当する。その後特命係と知り合い、村木や助手の安斉が犯していた連続殺人事件に巻き込まれることになる（S4-4、5）。その後、東京医療大学付属病院に転職。二人の本性を見抜けなかったことを悔いており、安斉が殺害された事件を機に辞職を考えたが、特命係の説得により思いとどまった（S5-5）。
安斉直太郎（あんざい なおたろう）
演 - 高橋一生（S4-4、5 / S5-5）
内田の助手。彼女と共に村木重雄のカウンセリングを行っていたが、彼に魅了されて逆転移を起こし、後継者として同じ手口で連続殺人を犯す。その事実を特命係に突き止められ逮捕された（S4-5）。逮捕後は精神鑑定で心神喪失による刑事責任能力なしとの鑑定結果により、不起訴処分となって釈放され措置入院（強制入院）処遇となり、罪に対する意識も芽生えたが外出訓練中に被害者遺族の一人に殺害された（S5-5）。

### ゲイバー・薔薇と髭と...。
ヒロコ
演 - 深沢敦（S1-3、6 / S2-20 / S3-17 / S5-18 / S6-13 / 劇I / S18-18 / S19-15 / S21-15 / S23-6）
S1-3で初登場。この時は単なるモブキャラの目撃者で、薫に目撃証言を提供している（S1-3）。初登場時は焼肉屋を営んでいたが、それ以降は都内でゲイバー「薔薇と髭と...。」を経営している（S1-6）。新宿で発生したとある事件の聞き込み捜査中に薫と知り合う（S1-3）。S1-6で名前が明かされ、以後はゲイバー「薔薇と髭と...。」のママとして登場し、主に常連客絡みの事件で特命係に相談を持ちかけるようになる。S6-13では愛犬が関わった事件で「花の里」に訪れたことでたまきや美和子とも知り合い、劇場版ではマラソンに参加した2人の応援に駆けつけている。S2-20で右京とも面識を持つようになった。以降もたびたび特命係に事件の相談を持ち掛けたり目撃者になったりしている。自身の愛犬が関わった事件で「花の里」に訪れた際にたまきや美和子とも知り合い（S6-13）、マラソンに参加した彼女たちの応援に駆けつける程の仲になる（劇I）。
この映画を最後に音沙汰がなくなったが、S18-18で約12年ぶりに登場。右京に連絡を取り、お気に入りの常連客が巻き込まれた強盗傷害事件の捜査を私的に依頼した（S18-18）。彼とは頻繁に連絡を取っていたわけではないようで、当然ながら尊や享の存在も知らないため、当時の相棒である亘を「薫ちゃんの代わり」や「無駄にイケメン」と呼んで少し警戒している。
オネエという性質上、いつもハイテンションでとにかくキャラが濃い。多くの人物を名前で呼んでおり、亘を名前で呼んだ唯一のキャラでもある。
右京や薫をいたく気に入る一方、亘に対しては初対面の際に「この人信用できるの?」と右京に聞くなど警戒心を抱いていたが、再会したS19-15では「無駄にイケメン」と呼ぶなど関係は改善された模様。
その後は出雲や茉莉とも知り合い（S19-15）、S21-15では帰国した薫とも再会した。
また、特命係に近づく女性もライバル視しており、茉梨に対してライバル宣言をしたほか、その一方、同族嫌悪とも言える出雲には命の恩人にも関わらず彼女のことを「おかちめんこ」と呼んで張り合っていた。「こてまり」に来店した際は茉梨を「ただ者じゃない」「いけ好かない女ね」と評し、本来は事件解決のお礼のために特命係を通じて出雲に渡すはずだった黄色の薔薇の花束を茉梨に渡して帰っていった。
薫の帰国も把握していたが、店へ挨拶に来てもらえなかったことから薫にドッキリを仕掛けて再会しいっしょに死体発見した殺人事件の解決に貢献した（S21-15）。
現実世界での扱い
演技
12年ぶりの登場となるS18-18において、演者の深沢は、ファンに受け入れられるよう、演技に当たっては12年間ちゃんと暮らしてきたことを思わせるようにしたと本作のスタッフブログ内のインタビューの中で語っている。
反響
ファンの間では「ヒロコママ」として親しまれており、S21-15放送前にはSNSで視聴者からの反響が飛び交い、Twitterでトレンド入りする事態となった。
ライターの久保田ひかるは「リアルサウンド」に寄せた記事の中で、ヒロコの強烈なキャラクター性について触れ、通算で20年（2023年時点）演じてきた深沢の「変わらなさ」も見事だと評価している。
クミ
演 - 藤崎卓也（S5-18）→鈴木とーる（S21-15）→杉山宗賢（S23-6）
ゲイバー「薔薇と髭と...。」従業員。
リサ
演 - はるな愛（S6-13 / 劇I）
ゲイバー「薔薇と髭と...。」従業員。ヒロコの飼い犬「マリリン」の元飼い主。
ミキ
演 - 平川裕成（S21-15 / S23-6）
ゲイバー「薔薇と髭と...。」従業員。

### 私立探偵
矢木明（やぎ あきら）
演 - 高橋克実（S5-10 / S10-11 / S22-6）
西日暮里で「チャンドラー探偵社」を一人で営む私立探偵。ハードボイルド小説の金字塔である「フィリップ・マーロウ」をはじめとする推理小説や探偵のマニア。「マーロウ矢木」を自称し、事務所名も作者レイモンド・チャンドラーにちなんだもの。出で立ちもボギーばりに中折れ帽やトレンチコートを身に着け、バーボンやギムレットを愛飲するなど、古風なハードボイルド派を気取っている。
見た目は冴えない中年男性で、尊や薫をあだ名で呼ぶこともあるなどお調子者かつ飄々とした言動が特徴だが、探偵としてはかなりの実力者。ギャルからホームレスまでさまざまな人々に慕われて顔が利き、情報提供や尾行を振り切る（S22-6）ために協力してくれる者が多数存在する。その人脈を駆使して写真1枚から5日ほどで目当ての人物にたどり着いたこともある（S5-10）。事務所内に間取りと家具を利用した隠しスペースを作るような周到さも持つ。
仕事は浮気調査のような一般的な探偵業以外にも、引っ越しの手伝いからペット探しまで何でも屋のような仕事も引き受けているが、「依頼人との約束は何があっても最後まで守る」という強い信条を持つ。そのために危険な目に遭うこともしばしば。
複数の事件において特命係と協力し、事件解決に貢献した。。
現実世界での扱い
高橋は2003年7月から2006年9月まで裏番組『トリビアの泉 〜素晴らしきムダ知識〜』（フジテレビ）に出演しており、番組が終了したことにより『相棒』への出演が実現した（『刑事マガジンV』より）。高橋自身は「テレ朝POST」に寄せたコメントの中で思い入れのあるキャラクターとしている。また、3度目の登場となるS22-6で着用したコートは初登場回であるS5-10の撮影の時から用いられたものと同じである。
また、元妻の兎本有紀氏もS5-17, S10-4, S12-14に出演している。
平井久美 (ひらいくみ)
演 - 福崎那由他（sideABX、S23-1）
私立探偵。元は暴力団員で、頭が良いが故に周囲と反りが合わず孤立していた。紆余曲折の後に右京に逮捕された。出所後は高木と共に私立探偵となり特命係と再会し事件に繋がる情報を提供した。
高木宇宙（たかぎ そら）
演 - 石川雷蔵（sideABX、S23-1）
私立探偵。元は高木と同じ暴力団員。父親が蒸発した件で薫と出会い、紆余曲折の後に薫に逮捕された。出所後は平井と共に私立探偵となり特命係と再会し事件に繋がる情報を提供した。

### その他自営業者
三好倫太郎 (みよし りんたろう)
演 - 蟹江敬三（S1-7 / S6-14）
カクテルバー「リメンバランス」の店長を務めていたバーテンダー。「全てのカクテルには客の思い出がある」という信念を持っている。缶入りカクテルの商品化により経営危機を乗り切ろうとした経営者と対立し殺害してしまうが、後に右京の追及によって逮捕された（S1-7）。仮釈放後は服役中に懇意にしていた以前の顧客からの打診を受けて顧客がオーナーを務めるシガーバー「Cask」の3号店「CaskIII」の店長を任されていたが、自身の過去を雑誌で公表しようとした評論家を殺害した疑惑を向けられたが実際は犯人隠秘に協力していた。（S6-14）。
北一幸
演 - 野間口徹（S14-12 / S15-16）
「北司法書士事務所」の司法書士。その裏は好みの女性の顔を切り刻むシリアルキラーであり、初登場時には既に6人を殺害した都内広域女性連続殺人事件の犯人。
7人目の標的として矢島さゆみの殺害を企図するも、生木拓がさゆみを殺害した現場に遭遇。「人助け」のために真犯人を逃し、代わりに自ら出頭したが、陣川や特命係の活躍によって真相を暴かれ犯人隠匿の罪で再逮捕された（S14-12）。
その後は末期ガンの治療のため入院していたが、監視役の潮崎刑事と共謀して病院を脱走する。彼の個人的な復讐を手助けするために再び連続殺人を起こすが、潮崎の共謀を暴き潜伏先に辿り着いた特命係によって再び逮捕された（S15-16）。
矢島さゆみ
演 - 黒川智花（S14-12、S15-16〈写真〉 / S16-11〈回想〉）
珈琲店「Cafe de muguet」店主
新崎芽依（しんざき めい）
演 - 朝倉あき（S16-9 / S18-17）
キッチンカー「バンドワゴン」の店主。毎週水曜日にはタコライスを販売している。亘も同店の常連客となり通いつめていた。先天性の相貌失認により人の顔が識別出来ないため、服装や匂い、音などで人を識別している。事件の重要人物として犯人に命を狙われるが、特命係によって救われた。事件解決後、実家に戻り相貌失認の事を打ち明けて家族の理解を得てから改めて出直すことを決めた（S16-9）。
その後、一度出身地の岐阜県に戻り、再び東京で移動パン屋「手作り焼きたてパン ネコの耳」の経営を始めるが、特命係を敵視する小夜子の差し金により、連続殺人犯に拉致される。無事救出されたものの、亘は彼女を危険にさらさないため二度と近づかないことを決意した（S18-17）。

### その他
若杉栄一
演 - マギー（S2-7、15、16 / S3-16）
登場回ごとに職業は異なる。妻は真子。薫に恩義を感じており、自身の生まれてきた子供に薫子という名前を付けた。かつて東京で借金取りをしていた頃に薫に逮捕され、夫婦共に彼に世話になっていた。更生して故郷の北海道で暮らしていたが、再び上京して友人と事業を立ち上げるも失敗し借金取りに戻ってしまう。離婚の危機に陥ったうえ事件にも巻き込まれるが、特命係によって助けられた（S2-7）。その後は再び故郷に戻りタクシー運転手の職を得ており、北海道を訪れた特命係の捜査に協力した（S2-15、16）。その後、地元商工会議所の仕事で上京してきたが、爆弾犯にスケープゴートとして利用され強盗事件を起こさせられるという不運に見舞われる（S3-16）。
吉田一郎
演 - 松尾貴史（S2-13 / S11-7 / S13-1）
公園に住んでいるホームレス。偏屈な性格だが、教養があって特に子供たちには懐かれており、「一郎君」と呼ばれている。失踪した少女と仲良くしていたことから聞き込みに訪れた特命係と面識を持ち、事件解決にも関わった（S2-13）。10年後、廃墟で発見された白骨死体の身元捜査をしていた右京と偶然再会し（S11-7）、以後もたびたび交流を持つようになる（S13-1）。
蓮妙（れんみょう）
演 - 高橋惠子（S3-19〈終〉 / S16-13、14）
尼寺「慈妙院」の庵主。弟子が関わった殺人事件を通して特命係と知り合った。兄弟弟子である瀬戸内とは親しく、彼の仮釈放に際しては身元引受人となった（S16-13）。
遠山ちず
演 - 前沢保美（S4-2 / S8-18）
西東京市にある「オリエントマンション元町」の管理人。懇意にしている住人の殺人事件の解決に協力したことで特命係と知り合った（S4-2）。
現実世界での扱い
演者の前沢保美は別役での出演が多く、相棒スタッフブログではセミレギュラーにたとえられている。

磯部
演 - 梨本謙次郎（S5-11、20〈終〉）
お台場にある「ホテルアマゾン」の支配人。ホテル内での籠城事件（S5-11）を通じて特命係と顔見知りとなり、その縁から特命係に協力している。
江波和江
演 - 山本道子（S7-11 / S18-6、20〈終〉〈回想〉）
神奈川県川崎市麻生区の藤堂家の家政婦。藤堂家の令嬢が関わる誘拐事件を通じて右京と知り合った（S7-11）。その後は花畑管理サービスの従業員に転職し、事件解決後も右京とは連絡を取り合っている（S18-5）。
万津蒔子（よろづ まきこ）
演 - 松永玲子（S19-1、2、19、20〈終〉）
万津幸矢の母。嘘をつく事が苦手な、正直で純朴な女性。幸矢が転落死した報せを受けて上京、親身になって世話をしてくれる幸矢の恋人・朱音静に信頼を寄せてゆく。幸矢が隠していた拳銃を発見し、恐れおののいて自首するも、実は出雲を銃撃した静が幸矢に罪を着せるための工作だった（S19-1）。
静が逮捕された後も、金が欲しかった彼女の境遇に理解を示し、拘置所にも頻繁に面会に行って、実の親からは勘当された彼女の親代わりのような存在になった。静の指示を受け、加西を殺害する殺し屋を闇サイトで探すが、その計画は、加西が邪魔になっていた鶴田に利用される事になる（S19-20〈終〉）。

## 単発出演した登場人物
pre season

特別編

season1

season2

season3

season4

season5

season6

season7

season8

season9

season10

season11

season12

season13

season14

season15

season16

season17

season18

season19

season20

season21

season22

season23

## 映画単発のゲスト
1作目

2作目

3作目

4作目

スピンオフ1作目

スピンオフ2作目

### 警察官
1. ↑  現実では2016年に設置された実在の部署。S11に登場した、生活安全部内のサイバー犯罪対策課とは異なる。本作では、同部署の創設に副総監の衣笠も関わったと設定されている。
2. ↑  実際に警察学校の教官に任命されるのは警部か警部補の階級にある警察官であり、巡査部長の警察官は助教に任命される。詳細は警察大学校を参照。なお、警察学校では警部補の階級章を着けている描写がある（S21-20）。
3. ↑  実際には警視庁本部の刑事部長の階級は警視監である。詳細は当該項を参照。
4. ↑  現実では警視庁首席監察官はノンキャリアのポスト。
5. ↑  衣笠はキャリア警察官だが、キャリアが交番勤務を経験するのは原則として採用直後の研修時のみである。理由として、幹部交番や警備派出所などを除き、通常の交番は警部補ないし巡査部長が交番長を務めるため、採用から1年ほどで自動的に警部に昇任するキャリアが警部昇任後に通常の交番に配属されることは階級の都合上、在り得ないため。ただし、幹部交番や警備派出所の場合は警部昇任後のキャリアの配属も在り得る。
6. ↑  内閣情報官は事務次官級の政府要職で、現実では原則として局長級の警察キャリア（＝警視監）が就任する。そのため、劇中でも指摘される通り、優秀なキャリアとはいえ警視正の社があてがわれるのは異常である。
7. ↑  当時の日本では、法制度としての「司法取引」は無かった（2018年6月1日より、「刑事訴訟法等の一部を改正する法律・第350条の2」によって部分的に導入）。さらに、殺人容疑での保釈は、病気治療などの相当な理由がない限りはまず認められない。